# Budism
Budismul este o religie și o filozofie orientală. Ea își are originea în India în secolul al VI-lea î.e.n. și s-a răspândit într-o mare parte a Asiei Centrale și de Sud-Est. Se bazează pe învățăturile lui Gautama Siddhartha (Buddha Shakyamuni), un gânditor indian care se crede că ar fi trăit între 560 î.e.n și 480 î.e.n.. De-a lungul timpului, budismul a suferit numeroase schimbări, în prezent fiind o religie foarte divizată, fără o limbă sacră comună și fără o dogmă strictă, clar formulată. Este răspândit în India, Nepal, China, Japonia, Sri Lanka, Coreea, Mongolia, Myanmar, Thailanda, Vietnam, Laos, Cambodgia, Indonezia și Malaysia. Cu aproximativ 600 de milioane de adepți la nivel mondial, budismul este a patra religie a lumii după creștinism, islam și hinduism.
Budismul aparține grupului de religii dharmice alături de hinduism și de jainism, păstrând o puternică influență a elementelor constituente ale acestor două religii. Mai este numit și „Buddha Dharma”, ceea ce înseamnă în limbile sanscrită și pali (limbile textelor antice budiste) „învățăturile Celui Luminat”.

## Origini

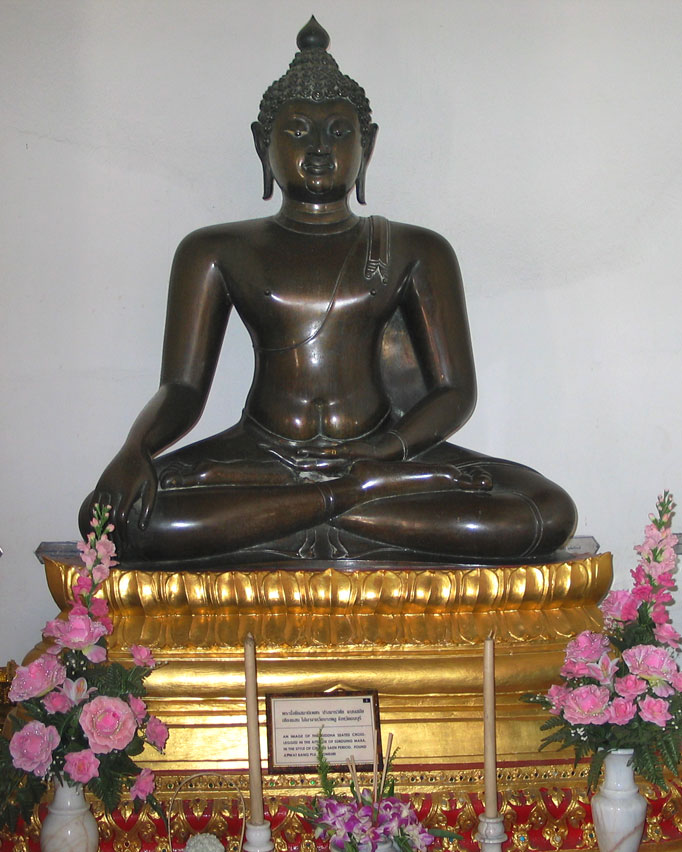
O reprezentare statuară tipică a lui Gautama Buddha din Bangkok, Thailanda. Buddha este deseori înfățișat în poziție lotus, în timpul meditației și prin atingerea ritualică a pământului cu mâna dreaptă el învinge ispitele demonului morții, Mara.

În prezent, istoricii fixează această dată în 560 î.Hr. Veridicitatea istorică a întemeietorului budismului, Gautama Buddha (623-543 î.Hr., după tradiția budistă din Birmania și Thailanda; 560-480 î.Hr., după istoricii moderni), este confirmată de majoritatea cercetătorilor din zilele noastre în pofida vechilor teorii din trecut care îl considerau pe acesta mai degrabă un personaj mitologic. Cu toate acestea, biografia lui Gautama Buddha, așa cum este ea prezentată de Asvaghosha în Buddhacarita (cea mai veche relatare existentă a vieții profetului) abundă de elemente fantastice și legendare. Budiștii consideră că prințul Gautama Siddhartha s-a născut în Lumbini și a fost crescut în Kapilavastu, aproape de actuala frontieră dintre India și Nepal. Potrivit tradiției, tatăl lui Buddha era conducătorul unei formațiuni tribale numite Sakya. Încă de la nașterea lui Gautama, un vizionar important din regiune, Asita, i-a prezis pruncului un destin proeminent în sfera sacerdotală. Tatăl lui Buddha are însă într-o zi un vis în care își vede fiul părăsind palatul ca sihastru așa că decide să îl protejeze de realitatea ostilă care l-ar putea indispune și l-ar putea determina să aleagă calea ascezei. În ciuda acestor măsuri, Buddha reușește să facă patru incursiuni în afara palatului, întâlnind un bătrân foarte slăbit, un bolnav, un mort și un călugăr. Primii trei îi revelează efemeritatea existenței materiale, datorită bătrâneții, a bolii și respectiv a morții, iar călugărul îi dezvăluie calea de a învinge aceste suferințe umane, și anume prin meditație. Prin urmare, Buddha hotărăște să părăsească orașul și să-și abandoneze bunurile, urmând o asceză deosebit de dură în junglele Uruvela. După șase ani însă, constată că acest timp de asceză nu îl ajută, nu îi aduce iluminarea. Este deseori ispitit de moarte (Mara) să renunțe la căutarea adevărului și să se dedice numai comiterii faptelor bune . Prin meditație, Gautama Siddhartha reușește să își concentreze toată atenția asupra eliberării de suferință, capătă revelația reîncarnărilor sale anterioare și i se dezvăluie legea condiționismului universal. 
În cele din urmă capătă „deșteptarea” (bodhi - o traducere populară în Apus este „iluminare”), la vârsta de 35 de ani, devenind cunoscut ca „Buddha” („cel iluminat”) sau „Gautama Buddha”. Încurajat de zeul Brahma, Buddha petrece 45 de ani învățându-i pe oameni despre dharma și întemeiază budismul. La Sarnath, Buddha își face pentru prima oară cunoscută învățătura și tot aici apar primii călugări ai comunității budiste. Mai târziu, pe măsură ce Buddha își răspândește religia, numărul adepților săi crește considerabil, cei mai importanți dintre aceștia fiind Ananda (discipolul preferat a lui Buddha), Sariputra și Maudgalyayna (doi prieteni din tinerețe). Întorcându-se în comunitatea sa natală, Buddha îl convertește pe tatăl sau la budism dar și pe Rahula, fiul său. Gautama Buddha a murit când avea în jur de 80 de ani, în Kushinagar (India), în urma unui drum istovitor alături de Ananda și a unei boli de dizenterie. Conform legendei, Buddha a încercat să îl consoleze pe discipolul său îndurerat spunându-i înainte de a muri: „Destul Ananda, încetează să te chinui și să jeluiești...Cum poți crede că ceea ce se naște nu moare? Acest lucru este cu neputință.” 
Budismul s-a extins pe întreg teritoriul subcontinentului indian și în țări învecinate (precum Sri Lanka), de-a lungul primelor cinci secole de la moartea lui Buddha. În cele două milenii care au urmat, a pătruns și în Asia și în toate celelalte continente.

## Diviziuni

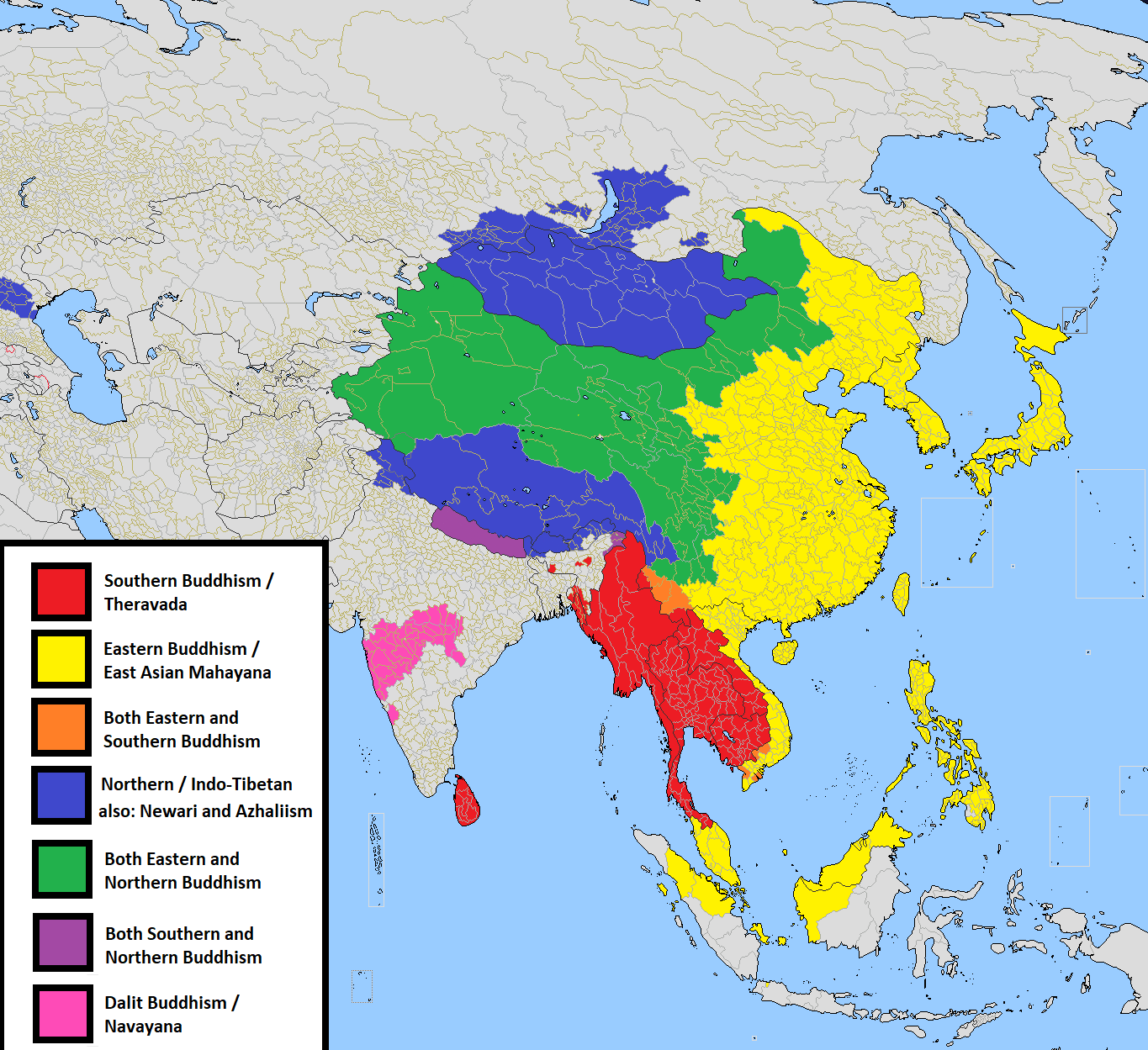
Harta cu cele trei mari ramuri ale budismului (Mahayana, Theravada și Vajrayana)

După Paul Poupard, în binecunoscuta carte Religiile, el afirmă: „Învățăturile și organizarea monahală instituite de Buddha pot fi numite prin termenul budism pre-sectar, cu toate că toate diviziunile actuale ale budismului au fost prea mult influențate pentru a garanta o includere sub acest nume și a delimita caracterul acestei forme originare”. Cea mai folosită clasificare a budismului de astăzi de către savanți, printre care se numără și cel mai sus amintit, împarte adepții în trei zone geografice sau culturale: Theravada, budismul est-asiatic și budismul tibetan. O altă clasificare foarte utilizată cuprinde două diviziuni, Theravada și Mahayana, ultima cuprinzând cele două forme de budism de mai sus. Există însă și alte modalități de împărțire, utilizate atât de savanți cât și de credincioșii budiști.
Terminologia utilizată pentru desemnarea grupurilor religioase este de asemenea diversă (menționăm faptul că lucrarea de referință pentru care dezvoltăm aici aceste diviziuni este cea amintită mai sus de Paul Poupard). 
- Budismul est-asiatic: numește budismul răspândit în Coreea, Japonia, Singapore și o mare parte din China și Vietnam.
- Budismul estic este un nume alternativ pentru budismul est-asiatic sau se referă uneori la toate formele tradiționale de budism, în contrast cu budismul vestic răspândit în Europa și America.
- Budismul ezoteric, Budismul nordic, Budismul sud-estic: denumește Theravada.
- Budismul sudic: denumește Theravada, Budismul tantric: este un alt nume pentru Vajrayana și Tantrayana.
- Budismul tibetan: budismul întâlnit în Tibet.
- Hinayana: un termen din Mahayana pentru a desemna Theravada; uneori se utilizează pentru școlile budiste timpurii. Hinayana se traduce prin "micul vehicul" în timp ce Mahayana prin "marele vehicul". Unele școli Mahayana din Japonia, Coreea, China și Tibet nu consideră termenul peiorativ sau denigrator.
- Lamaismul: un termen învechit, considerat derogatoriu, folosit pentru budismul tibetan.
- Mahayana: o mișcare religioasă ce s-a desprins din sânul școlilor budiste timpurii și care s-a scindat mai apoi în budismul est-asiatic și cel tibetan. Uneori budismul Mahayana desemnează numai ramura sa est-asiatică.
- Mantrayana: sinonim pentru Vajrayana. Școala Tendai din Japonia a fost influențată de Mantrayana, conform tradiției.
- Sravakayana: un termen alternativ pentru primele școli budiste.
- Școlile budiste timpurii: sunt școlile în cadrul cărora budismul a fost divizat în primele secole. Dintre aceste școli, doar una a supraviețuit, Theravada.
- Tantrayana: considerat de obicei o altă denumire a budismului Vajrayana.
- Theravada: budismul tradițional răspândit în Sri Lanka, Birmania, Thailanda, Laos, Cambodgia, o parte din Vietnam, China, India, Bangladesh și Malaysia. Este singura școală budistă timpurie care a rezistat de-a lungul istoriei. Uneori termenul este utilizat pentru a desemna toate școlile budiste timpurii.
- Vajrayana: o formă religioasă care s-a desprins din budismul Mahayana. Este de obicei asociat cu budismul tibetan, deși nu există o definiție precisă a acestei diviziuni" Poupard.

## Doctrină
În religia budistă oricine se trezește din „somnul ignoranței”, experimentând o relație nemijlocită cu realitatea, fără să fi fost instruit de cineva, și predică învățăturile sale celorlalți este numit buddha. Toți budiștii tradiționali sunt de acord că Buddha Shakyamuni sau Gautama Buddha nu a fost singurul buddha: se crede că au existat mulți buddha înaintea lui și că vor exista și viitori buddha de asemenea. Dacă o persoană obține "trezirea", fără ca neapărat să o și predice comunității, el sau ea devine arhat (limba sanscrită) sau arahant (limba pali). Siddhartha Gautama este unic între ceilalți buddha care au existat și vor exista, deoarece învățăturile lui se concentrează asupra acestui tip de trezire, numit și „eliberare” sau Nirvana.
O parte din doctrina promovată de Gautama Buddha cu privire la viața sacralizată și scopul eliberării are la bază "cele patru adevăruri nobile", care analizează structura și originea „durerii” (dukkha), un termen care face referire la suferința și neîmplinirea caracteristică omului "ne-trezit", "ne-eliberat", aparținând lumii mundane. Ultimul din cele patru adevăruri nobile, cel care vizează modul de stopare a durerii, cuprinde "drumul sfânt cu opt cărări", unul din fundamentele vieții morale budiste.
Numeroase grupuri distincte s-au dezvoltat de la moartea lui Buddha, având diverse învățături, percepții filosofice, moduri de celebrare a cultului etc. Cu toate acestea, există câteva doctrine comune pentru majoritatea școlilor și tradițiilor budiste, cu toate că doar Theravada le consideră pe toate centrale. S-a constatat că în legătură cu comunitățile budiste se pot face puține generalizări.
Budismul prezintă și câteva concepții comune cu celelalte religii dharmice, cum ar fi reîncarnarea ("samsara"), adică reîntruparea ființei în alte forme de existență pe baza rezultantei faptelor comise și a legilor karmice.

### Cele trei caracteristici ale existenței
Conform filozofiei budiste, existența, lumea în general are trei caracteristici:
- impermanența (skt. anitya pal. anicca)
- non-sinele (skt. Anātman pal. anatta),
- insatisfacția (skt. duhkha pal. dukkha) sau durerea

În budism, existența individuală a omului aduce suferință tocmai din cauză că ea este o simplă sinteză a unor factori impersonali și impermanenți supuși distrugerii, o mixtiune a celor cinci "agregate" (sanscrită - Skandha) ce compun ființa: (1) rūpa - corpul, materialitatea (carnea, părul, dinții, sângele, oasele, temperatura corporală, etc.), (2) vedanā - senzațiile (bucurie, tristețe, indiferență), (3) samjñā - percepțiile (văzul, auzul, gustul, percepția tactilă, olfactivă și spirituală), (4) samskāra - activitatea minții (voință, concentrare, vigilență, respect, confuzie, calm, etc.) și (5) vijñāna - conștiința. Conform lui Buddha sub straturile acestor "agregate" nu există nici un "sine", sufletul veșnic, ceea ce hinduiștii numesc "atman", fiind doar o iluzie, o irealitate. El consideră că atât trupul, cât și percepțiile, senzațiile, mintea și conștiința nu pot constitui un suflet, o entitate veșnică, deoarece se află într-o permanentă transformare, sunt efemere. Existența unui om este relativă, a fost făcută posibilă prin intersecția unor forțe universale supuse unor schimbări permanente, este dependentă unei legi a cauzalității, este o componentă trecătoare a universului și a timpului, "o flacără în această mare de foc". Budismul nu admite astfel nimic veșnic, neschimbabil, totul fiind impermanent, schimbător, lipsit de substanță. Astfel, budiștii nu pot vorbi despre un "eu" veșnic, despre un "sine" ca o entitate continuă, permanentă, ci despre "non-eu", "non-sine" sau "anatta". Această impermanență este totodată și foarte vagă, deoarece prin moartea omului, nu se realizează o distrugere totală a existenței lui, faptele sale, karma sa, fiind transmise într-o viață următoare prin reîncarnare. Astfel moștenitorul faptelor este același cu cel care le-a comis, dar în același timp este diferit de acesta, are cu totul alte "agregate" componente. Deși par contradictorii, identitatea persoanei reîncarnate cu cea din viața anterioară și diferența, neidentitatea acestora, coexistă. Aceeași concepție este abordată și în cazul schimbărilor umane ca maturizarea, îmbătrânire, etc.: omul devine o altă persoană, cu toate că rămâne același. Spre deosebire de hinduism, reîncarnarea budistă nu constă în migrarea sufletului de la un trup mort spre embrionul unei viitoare ființe, ci continuarea de către un individ nou a existenței care până atunci se manifesta în cel decedat, conform încărcăturii karmice acumulate.

### Cele patru adevăruri nobile
Miezul învățăturilor budiste este format din cele patru Adevăruri Nobile, expuse în prima predică a lui Buddha, „Predica de la Benares". Primul adevăr privește suferința sau durerea (dukkha). Pentru el totul este suferință: „nașterea este suferință, bătrânețea este suferință, boala este suferință, moartea este suferință. A fi unit cu ceea ce nu-ți place înseamnă suferință. A fi despărțit de ceea ce-ți place (...), a nu avea ceea ce îți dorești înseamnă suferință”. Al doilea Adevăr Nobil identifică originea suferinței în dorința, pofta sau setea (tanha) care determină reîncarnările. Această „sete” caută mereu noi satisfacții. Buddha distinge trei feluri de dorință: dorința de a satisface plăcerile simțurilor (kama-tanha), dorința de perpetuare (bhava-tanha) și dorința morții (autoanihilării) sau vibhava-tanha. Cea din urmă nu este, însă, o soluție a eliberării deoarece este o sete ca toate celelalte și nu oprește ciclul transmigrărilor. Al treilea Adevăr Nobil proclamă că eliberarea de suferință constă în anihilarea dorinței. Stingerea acesteia este Nirvana. În fine, al patrulea Adevăr revelează căile care duc la încetarea suferinței, Buddha oferind un mijloc prin care dorințele pot fi suprimate ("Calea cu opt brațe" sau "Calea cu opt cărări") . Formularea celor patru Adevăruri Nobile urmează structura unei metode din medicina indiană: constatarea bolii, cauza ce a determinat-o, șansele de vindecare și tratamentul bolii. Buddha însuși se identifica cu un doctor al cărui scop este acela de a trata o persoană grav rănită.
Ideea de suferință domină întreaga filozofie budistă. Dukkha nu reprezintă doar durere de ordin fizic sau spiritual, ci și durere existențială ce constă în subordonarea față de propriile dorințe și sentimente, dependența de diferite principii și condiții de viață, înstrăinarea de propria persoană, imperfecțiunea, subjugarea ființei sub propria personalitate, sub propriile instincte sau obsesii, etc. Durerea este cu atât mai mult amplificată, cu cât perspectiva unor viitoare reîncarnări o prelungește la infinit.
Buddhismul nu este pesimist. Conceptul de suferință nu provine nici din pesimism, nici din nihilism, ci din realism. Buddhismul excelează prin realism critic.

### Calea cu opt brațe

Dharmachakra, roata cu opt spițe. Cele opt spițe reprezintă "Calea cu opt brațe" a budismului. Forma circulară a simbolului sugerează perfecțiunea învățăturilor lui Buddha.

Conform unui aforism atribuit chiar lui Buddha, un om care nu urmează Calea cu opt brațe își trăiește viața asemeni unui copil care se joacă preocupat fără să observe că locuința în care se află e cuprinsă de flăcări.
Calea cu opt brațe este modul de a îndepărta suferința, a patra parte din cele patru Adevăruri Nobile. Cele opt brațe pot fi împărțite în trei secțiuni: Sila (care se referă la acțiuni fizice, la gesturi), Samadhi (care vizează concentrarea meditativă) și Prajñā (care dirijează pătrunderea spirituală în adevărata natură a lucrurilor).
Sila este educația  cea mai morală, stilul de viață ascetic, simplist, abținerea de la comiterea faptelor nepotrivite. "Sila" conține trei izvoare: 
1. Stilul vorbirii foarte corect - aceasta reprezintă faptul de a nu vorbi într-un fel în  care să jignească sau a nu vorbi prea mult; a spune totdeauna drept și a nu minți practic.
2. Mod de a acționa corect -  este un mod care te învață cum să faci lucrurile corect, a face numai fapte frumoase și a încerca să nu faci rău nimănui din ce este viu
3. A trăi un mod de a fi foarte corect - această cale îndeamnă ca felul de viață și de a exista nu trebuie să jignească sau să vatăme ceva persoană; totul pentru a nu produce suferință altuia

Samadhi această cale "dezvoltă controlul asupra minții". Din această categorie fac parte trei căi:
1. A depune efort corect - a face eforturi pentru autoperfecționare
2. A avea o atenție foarte corectă - abilitatea mintală de a vedea în mod conștient lucrurile așa cum vin de la sine
3. Un mod de concentrare extrem de corect - aceasta se arată prin "a fi conștient de realitatea din interiorul tău, fără a avea vreo dorință".

Prajñā nu poate fi altceva decât  "înțelepciunea care purifică mintea". În această categorie sunt cuprinse ultimele două brațe ale căii sacre:
1. Înțelegere extrem de corectă, chiar foarte corectă - aceasta trebuie să țină de realitatea înconjurătoare si cum spune  Nicolae Achimescu în Budism și creștinism: "interpretarea realității așa cum este nu așa cum pare a fi .

"Cuvântul samyak înseamnă "perfect""(după același autor). Există diferite moduri de interpretare a Căii cu opt brațe. Pe de-o parte se crede că ea reprezintă o serie de etape progresive pe care credinciosul trebuie să le parcurgă, culminarea unuia din cele opt fiind începutul altuia. Alții consideră că cele opt componente necesită o dezvoltare simultană.

### Reîncarnarea
Dacă în religiile prebudiste ale Indiei sufletul (atman) constituia elementul trecerii de la o viață la alta prin reîncarnare, pentru budism acest element este însăși "setea" (tanha) omului de pe patul de moarte. Neexistând un suflet etern, conexiunea între un individ actual și unul dintr-o viață preexistentă nu este una de ordin fizic sau spiritual, ci una morală, pur karmică. Karma unui om este rezultatul faptei la fel ca în hinduism și se bazează pe stricta lege a condiționismului (Pratitya-samutpada) conform căreia din orice fenomen trebuie să rezulte un altul. Consecința unei fapte comise în această viață nu se materializează neapărat în viața imediat următoare, ea putând să se manifeste chiar în aceeași viață sau în existențe mult mai îndepărtate. Cu toate acestea, nu fapta în sine determină karma, ci mai degrabă intenția de a o săvârși și atitudinea celui care o comite. De exemplu, dacă un om are intenția să facă o anumită faptă, dar este împiedicat, această intenție va influența karma acelei persoane, cu toate că fapta în sine nu a modificat cu nimic mediul înconjurător.
Pentru a obține iluminarea, un budist trebuie să se detașeze de karma și de ciclul reîncarnărilor, deci trebuie să continue să facă fapte bune, dar cu o atitudine detașată de rezultatul lor. El trebuie să renunțe la dorință (lobha), ignoranță (avijjā), poftă (tanha), iluzie (moha), egocentrism sau credința într-un sine veșnic (attā) și ură (dosa), să devină impersonal.
În general se crede că nu există o altă metodă de a învinge karma decât pe Calea celor opt brațe. Cu toate acestea, în câteva sutre Mahayana, cum ar fi Lotus Sutra, Angulimaliya Sutra și Nirvana Sutra, Buddha predică că doar citind, recitând sau auzind sutre puternice cum sunt și cele sus-numite se șterge o mare cantitate a încărcăturii karmice.

### Bodhi
Bodhi (pali și sanscrită: बॊधि; literal:"trezirea") este un termen folosit în budism pentru o anumită experiență revelatorie obținută de un arhat prin meditație. După dobândirea acestei "iluminări", a acestui bodhi, omul este eliberat de ciclul samsāra (naștere, suferință, moarte, reîncarnare) și accede spre "fericirea supremă" (Nibbāna sau Nirvāna). Bodhi este obținut de orice persoană care a îndeplinit cele șase "desăvârșiri" (Pāramitā), care a înțeles pe deplin cele patru adevăruri nobile și care și-a abolit întreaga încărcătură karmatică și a înțeles conceptul "non-sinelui" (anātman). În budismul Theravada, iluminarea nu poate fi realizată decât experimental, personal, prin cunoaștere directă, deoarece "adevărul" nu trebuie însușit ca o dogmă, ca o tradiție preluată de la niște învățați, ci trebuie descoperit individual, pentru că altfel ar putea fi înțeles greșit. Însuși Buddha a preferat ca discipolii săi să ajungă la iluminare prin propriile forțe și nu prin încrederea orbească în învățăturile lui și le-a strigat "ehipassika!" ("vino și vezi!").
Pentru a desemna treptele atinse de oameni în procesul desăvârșirii lor spirituale au apărut patru noțiuni: 
1. sotapanna îl numește pe omul care a reușit să rupă "cele trei lanțuri" (tini samyojanani), adică să se elibereze de autoritatea riturilor, de credința în existența unui "eu" permanent și de îndoială. De asemenea el trebuie să fie convins de validitatea "celor patru adevăruri nobile" și să aibă încrederea în Buddha, în învățătura sa (dharma) și în comunitatea budistă (sangha)
2. sakadagamin este cel care s-a eliberat nu numai de "cele trei lanțuri" ci și de ură, patimă și iluzie și care poate spera că în existența imediat următoare va primi o formă umană și se va elibera.
3. anagamin este omul care s-a eliberat de "cele cinci lanțuri", adică de cele trei mai sus amintite, de răutate și de pofta senzuală.
4. arahant (arhat) este cel care a obținut iluminarea, Nirvana și a suferit "transformarea sacră" (brahmacariyattha).

### Nirvana
Gautama Buddha descrie intrarea în Nirvana prin termenii "lipsa de moarte" (pali: amata sau amaravati) sau "necondiționarea" și consideră că este desăvârșirea spirituală supremă, rezultatul firesc al cuiva care trăiește în armonie cu învățăturile budiste, cu dharma.
Nirvana reprezintă starea în care este nimicită suferința și în care omul se debarasează de ciclul reîncarnărilor, de orice apariție, dispariție sau transformare. Prin prisma Nirvanei, omul privește cele cinci "agregate" ale existenței sale ca pe ceva impropriu și devine indiferent la schimbarea sau anihilarea lor. Relația dintre samsara și Nirvana este cea dintre iluzie și realitate; prin distrugerea samsarei nu se pune capăt unei entități existente ci unei aparențe, prin volatilizarea căreia se lasă loc manifestării depline a "adevărului". Nirvana este un "neant", cu toate că în diferite credințe populare ea se materializează sub forma unui spațiu paradiziac.
Majoritatea surselor budiste ce vorbesc despre Nirvana o descriu prin propoziții negative, pentru că afirmațiile ar putea limita sau defini greșit realitatea, în timp ce negațiile îi redau cu fidelitate infinitudinea și absolutul. Unul din termenii caracteristici Nirvanei este "Śūnyatā", adică "vid", "vacuitate". Așadar Nirvana este un "Nimic absolut", un contrariu al lumii pe care o percepem. De asemenea ea este o întrupare a non-diferenței, a non-distincției, ea transcende orice opoziție, fiind un spațiu al "autoidentității contradictorii" (coincidentia oppositorum)

### Calea de mijloc
"Calea de mijloc" este principiul care stă la baza tehnicilor budiste și a fost descoperită de Buddha înainte de iluminarea sa. Ea poate fi enunțată în moduri diferite:
1. este deseori descrisă ca un model pentru practicile non-extremiste, o cale moderată care nu acceptă nici extrema josnică, vulgară a "indulgenței în plăcerea simțurilor" (kamasukhallikanuyoga) nici extrema dureroasă a propriei mortificări.
2. este uneori descrisă ca o mediere între viziunile din domeniul metafizicii: de exemplu, lucrurile există și nu există în același timp.
3. o explicație a condiției Nirvanei, unde toate dualitățile se contopesc și încetează să existe ca entități separate.

### Refugiu la cele trei giuvaieruri

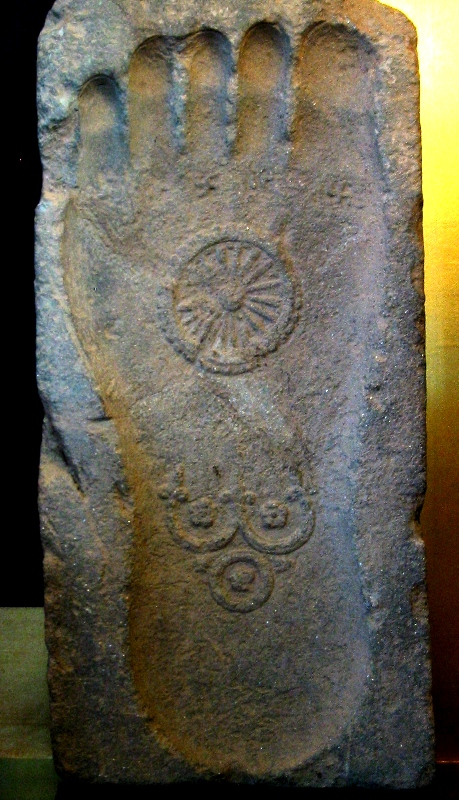
Urmă de picior a lui Buddha conținând două simboluri religioase: dharmachakra (roata cu spițe - reprezentarea căii cu opt brațe) și triratna (semnul celor trei bijuterii), sec. I d.Hr., Gandhāra.

Recunoașterea celor patru Adevăruri Nobile și urmarea primilor pași ai "Căii cu opt brațe" necesită „refugiul” la cele Trei Giuvaieruri (sanscrită: त्रिरत्न Triratna sau रत्नत्रय Ratna-traya, pali: तिरतन Tiratana) ale budismului. Budismul tibetan adaugă uneori încă un refugiu în persoana învățătorului lama.
Cele trei giuvaieruri ale credinței sunt:
- Buddha (Cel trezit) - este un titlu acordat celor care au obținut iluminarea la fel ca Buddha și care îi ajută și pe alții să o obțină. Termenul "buddha" mai poate fi înțeles ca înțelepciunea care înțelege Dharma, în această viziune Buddha reprezentând cunoașterea supremă a realității în adevărata sa formă.
- Dharma [17] este învățătura sau legea promovată de Buddha, cuvântul lui Gautama așa cum a fost consemnat în scrierile budiste. De asemenea termenul înseamnă legea naturală bazată pe comportamentul unei persoane și consecințele acestui comportament (acțiune și reacțiune).  Poate avea (mai ales în budismul Mahayana) conotația realității ultime.
- Sangha. Acest termen înseamnă literal "grup", "întrunire", "congregație", dar când este folosit în învățăturile budiste se referă la unul din următoarele două tipuri de grupuri: ori comunitatea monahală (bhikkhus, călugării și bhikkhunis, călugărițele) ori totalitatea oamenilor care au atins măcar prima treaptă (Sotapanna) din drumul către iluminare. Conform unor budiști moderni, sangha îi include și pe laicii care au grijă de călugări și pe cei care au acceptat respectarea unei părți din codul monastic, fără a fi încă instituiți cu titlul de călugăr sau călugăriță. Comunitatea budistă ocupă un rol important în mijlocirea eliberării credinciosului.

Conform scrierilor, Buddha s-a arătat discipolilor ca un model implorându-le să aibă credință (sanscrită श्रद्धा śraddhā, Pāli saddhā) în exemplul lor de om care s-a eliberat de durere și de pericolul existenței. Dharma însă este cea care conferă credinciosului îndrumări în procesul de alinare a suferinței și de obținere a iluminării. Sangha are un rol important în măsura în care menține, conservă învățăturile autentice budiste și oferă exemple concrete că adevărul răspândit de Buddha este tangibil.
În Mahayana există tendința de a-l percepe pe Buddha nu ca un simplu om ci ca o proiecție pământeană a unei entități ce transcende însăși gândirea. În unele sutre din budismul Mahayana Buddha, Dharma și Sangha sunt văzuți ca o singură Ființă: toate trei giuvaierurile îl constituie pe Eternul Buddha. Dincolo de importanța lor în mântuirea de suferință, cele trei giuvaieruri inspiră și o puternică reverență tuturor budiștilor. De exemplu, venerarea lui Buddha ca persoană istorică sau ca entitate apriorică a căpătat de-a lungul timpului numeroase forme, iar transcrierea scrierilor sacre, materializare a Dharmei, este făcută cu evlavie și teamă.

### Śīla (comportament virtuos)
Śīla (sanscrită) sau sīla (pāli) reprezintă educația morală, comportamentul etico-ascetic pe care trebuie să-l îndeplinească credinciosul budist. Este una din cele trei trepte către Nirvana (sila, samadhi și prajna) și a doua dintre "desăvârșiri" (pāramitā) și se referă la puritatea în cuvânt, în gândire și faptă. Cele patru condiții ale śīlei sunt castitatea, liniștea deplină, calmul și anihilarea factorilor perturbatori ai pasiunii.
Śīla vizează în general normele de conduită. Există diferite grade ale acestei conduite care corespund "moralității de bază" (cele cinci porunci), "principiilor de bază ale moralei ascetice" (cele opt porunci), "monahismului noviciatului" (cele zece porunci) și "monahismului" (Vinaya or Patimokkha). Oamenii de rând acceptă de obicei să își asume respectarea "celor cinci porunci" care sunt comune tuturor școlilor budiste. Dacă doresc ei pot alege să se supună "celor opt porunci" care au câteva norme adiționale pentru un ascetism de bază.
Exprimarea "celor cinci porunci" nu folosește o formulă imperativă ca în iudaism sau creștinism, ele sunt simple îndemnuri de a trăi o viață fericită, fără griji, în care meditația se poate desfășura în condiții bune. Cele cinci porunci sunt:
1. A te abține să iei viața cuiva. (non-violența față de orice formă de viață)
2. A te abține să iei ceva ce nu ți se cuvine.
3. A te abține de la o purtare senzuală necuviincioasă. (abstinență de la desfrânare)
4. A te abține să minți.
5. A te abține de la consumarea oricărei substanțe care duce la pierderea lucidității minții. (abținerea de la droguri sau alcool)
În cadrul celor opt porunci, a treia poruncă, legată de comportarea sexuală, este mult mai strictă și devine un îndemn către celibat.
Cele trei porunci adiționale sunt:
6. A te abține să mănânci în momente nepotrivite. (timpul dedicat mesei se întinde de dimineața până la prânz)
7. A te abține de la dans, folosirea bijuteriilor, participarea la spectacole, atingerea metalelor prețioase, etc.
8. A te abține de la folosirea unui pat înalt, mare și somptuos.
Vinaya este un cod moral specific monahilor. În budismul Theravada, acest cod moral include de 227 de reguli pentru călugări și 311 pentru călugărițe. Conținutul scrierilor Vinaya (vinayapitaka) diferă într-o mică măsură de la o școală la alta, fiecare școală budistă stabilind diferite standarde de aderență la Vinaya. Monahii începători respectă "cele zece porunci", care în afară de cele cinci porunci includ:
6. A te abține să mănânci în momente nepotrivite.
7. A te abține să cânți, să dansezi, să folosești un instrument muzical sau să participi la programe distractive.
8. A te abține să folosești parfum, cosmetice sau podoabe.
9. A te abține să stai pe scaune înalte sau să dormi în paturi somptuase și fine.
10. A refuza să primești bani.
În budismul estic, Mahayana acceptă o nouă Vinaya pentru bodhisattva, având principii etice distincte, cum ar fi abstinența de la carne și încurajarea vegetarianismului. Aceste noi norme sunt conținute într-un text numit Brahmajala Sutra (a nu se confunda cu textul pali cu același nume).

### Samadhi/Bhāvana (meditația)
Toate formele budismului sunt de acord că Buddha a promovat două tipuri de meditație: meditația samatha (sanscrită, śamatha) și meditația vipassanā (sanscrită, vipaśyanā). Cu toate acestea, numai meditația de tip vipassanā poate parcurge drumul jñāna (cunoaștere)- prajñā (înțelegere pură) -  nirvāna. Meditația samatha urmărește doar obținerea unei stări de liniște și concentrare absolută prin fixarea conștiinței asupra unui obiect sau unei idei, care este extinsă apoi în întreaga ființă.
Pentru a realiza desăvârșirea finală a omului și a opri suferința, Buddha recomandă tehnicile yoghine pe care le preia din cultura indiană prebudistă și le îmbogățește. Budismul consideră yoga o adevărată cufundare în spiritul uman. Meditația budistă de tip yoga presupune izolarea, o anume poziție nemișcată a corpului, disciplinarea în mod conștient a gândirii, controlul atent al respirației (pranayama) care trebuie să decurgă în mod regulat, fără a fi însă întreruptă ca în alte exerciții yoga. Următoarea etapă a meditației o constituie dhyāna (ध्यानम्, sanscrită)/jhāna (pali), pătrunderea în sfera suprasensibilului, a inconștientului, contemplația pură. Practicantul se detașează de propriile simțuri și își îndreaptă atenția spre unuia din cele trei caracteristici ale existenței: anicca (impermanența), anatta (non-sineitatea), dukkha (durerea). Apogeul meditației presupune intrarea într-un spațiu aflat la limita dintre conștient și inconștient, o plutire la granița dintre lumea efemeră și Nirvana. Însă această stare nu înseamnă și pătrunderea în Nirvana, deoarece meditația, nesusținută de alte elemente nu este în măsură să realizeze iluminarea. Potrivit unor învățați budiști, cunoașterea sau înțelepciunea (prajñā) este singura care poate realiza desăvârșirea omului și realizarea Nirvanei, fără a se ajuta de tehnicile yoghine.

### Prajñā (înțelepciunea)
Prajñā (sanscrită) sau paññā (pāli) este înțelepciunea capabilă să nimicească suferința și să aducă iluminarea, reprezintă revelația adevăratei înfățișări a realității, revelație care precede accederea în nirvana. De asemenea, prajñā este una din cele șase "pāramitā" (perfecțiuni) ale budismului Mahayana și una din cele zece ale budismului Theravada.
Inițial, cunoașterea se fundamentează pe învățăturile lui Buddha (dharma), pe citirea studierea și recitarea textelor budiste. Cu toate acestea, cunoașterea trebuie susținută de experiența personală a ființei, prin contactul nemijlocit cu realitatea ultimă. Buddha considera că procesul de "a cunoaște" fără "a vedea", adică a experia, este lipsit de profunzime, superficial, inutil eliberării. Prajñā este o experiență religioasă, o transformare intrinsecă a omului, o schimbare a conștiinței și de aceea nu poate fi realizată decât experimental și individual. Totodată, prin prajñā se subînțelege anularea unei relații cognitive de tip subiect-obiect; cunoașterea budistă dezvăluie însăși existența în toată plenitudinea ei, care nu se manifestă ca un obiect și transcende orice tip de diferențiere.
Conform budismului timpuriu, prajñā parcurge trei forme de cunoaștere: cunoașterea reîncarnărilor precedente, cunoașterea legii karmei ce determină fiecare renaștere și cunoașterea "celor patru Adevăruri Nobile" și a "întinărilor" sau "prihănirilor" (pali: Kilesa, sanscrită: kleśha) care împiedică eliberarea (lăcomia, ura și iluzia).

## Mesajul social al budismului
Budismul desființează din start stratificarea socială, ierarhizarea și susține egalitatea oamenilor din punct de vedere moral. Buddha dorea abolirea sistemului de caste prezent în India și nega valorile numelui și al familiei și trăinicia lor . Se promovează nu doar o compasiune (karunā) și o iubire necondiționată față de semeni (pali:mettā; sanscrită:maitrī), ci o identificare a eului cu însăși ființa persoanei iubite. Budismul consideră că egoismul și sentimentul sinelui provin din limitarea denumirii de "eu" la propria persoană, și numai prin extinderea termenului asupra lumii înconjurătoare, prin dilatarea granițelor proprii se poate ajunge la iubirea adevărată. Buddha descrie această lărgire a orizontului prin privirea simbolică a celor șase direcții:
- Privind spre est, un copil ar trebui să fie bun cu părinții săi, să îi ajute, să le păstreze tradiția, să fie demn de moștenire și să îndeplinească ritualurile cuvenite la moartea lor. La rândul lor părinții trebuie să îi protejeze, să-i încurajeze în acțiunile benefice, să îi lanseze într-o carieră, să se asigure că au un soț potrivit/o soție potrivită și să le acorde o moștenire bună.
- Privind spre sud un elev trebuie să își respecte învățătorul, să muncească din greu și să fie nerăbdător să învețe. Un învățător trebuie să asigure o educație bună elevului, să se asigure că acesta a înțeles bine informațiile și să-l ajute să își atingă țelurile.
- Privind spre vest un soț trebuie să își trateze soția cu bunătate, să îi fie fidel, să împartă autoritatea cu ea și să îi asigure bunăstarea. O soție trebuie să fie grațioasă, loială și muncitoare.
- Privind spre nord un prieten trebuie să fie generos, protectiv și loial prietenilor săi și să îi ajute la nevoie.
- Privind spre nadir un angajator trebuie să fie bun cu angajații săi, să le distribuie sarcini conform abilităților lor, să le asigure mâncare și plată, să îi ocrotească când sunt bolnavi și să le permită dreptul de a pleca. Un angajat trebuie să meargă la muncă devreme, să plece târziu, să fie cinstit cu angajatorul său și să îi mențină o reputație bună.
- Privind spre zenit un om obișnuit, laicii trebuie să îi respecte pe cei care s-au dedicat vieții spirituale, să fie amabil și binevoitor în faptă, în vorbă și în gând, să le acorde casa lor ca adăpost și să îi aprovizioneze cu cele necesare vieții. De asemenea, un monah trebuie să îi împiedice pe laici de la comiterea păcatelor, să îi încurajeze să fie buni, să propovăduiască dharma, să clarifice mirenilor ceea ce aceștia nu înțeleg din învățăturile lui Buddha, să le arate calea cea dreaptă și să îi iubească nemăsurat de mult[22].

Budismul nu condamnă acumularea bogățiilor de către oamenii obișnuiți ci chiar o încurajează, cu toate că monahii nu au voie să se atingă de bani sau să se implice în viața economică. Astfel din punct de vedere sociologic putem vorbi de două tipuri de budism: "budismul nirvanic" care are ca unic scop eliberarea și detașarea de samsara și "budismul karmic" care îndeamnă omul să săvârșească fapte bune pentru ca într-o viață viitoare pozitivitatea karmei să-l situeze într-o poziție mai apropiată de condiția iluminării. Budismul nirvanic încurajează de asemenea faptele bune, dar cere detașarea de rezultatul lor și renunțare ceea ce este inaccesibil pentru unele persoane fără o vocație monahală.

## Textele sacre

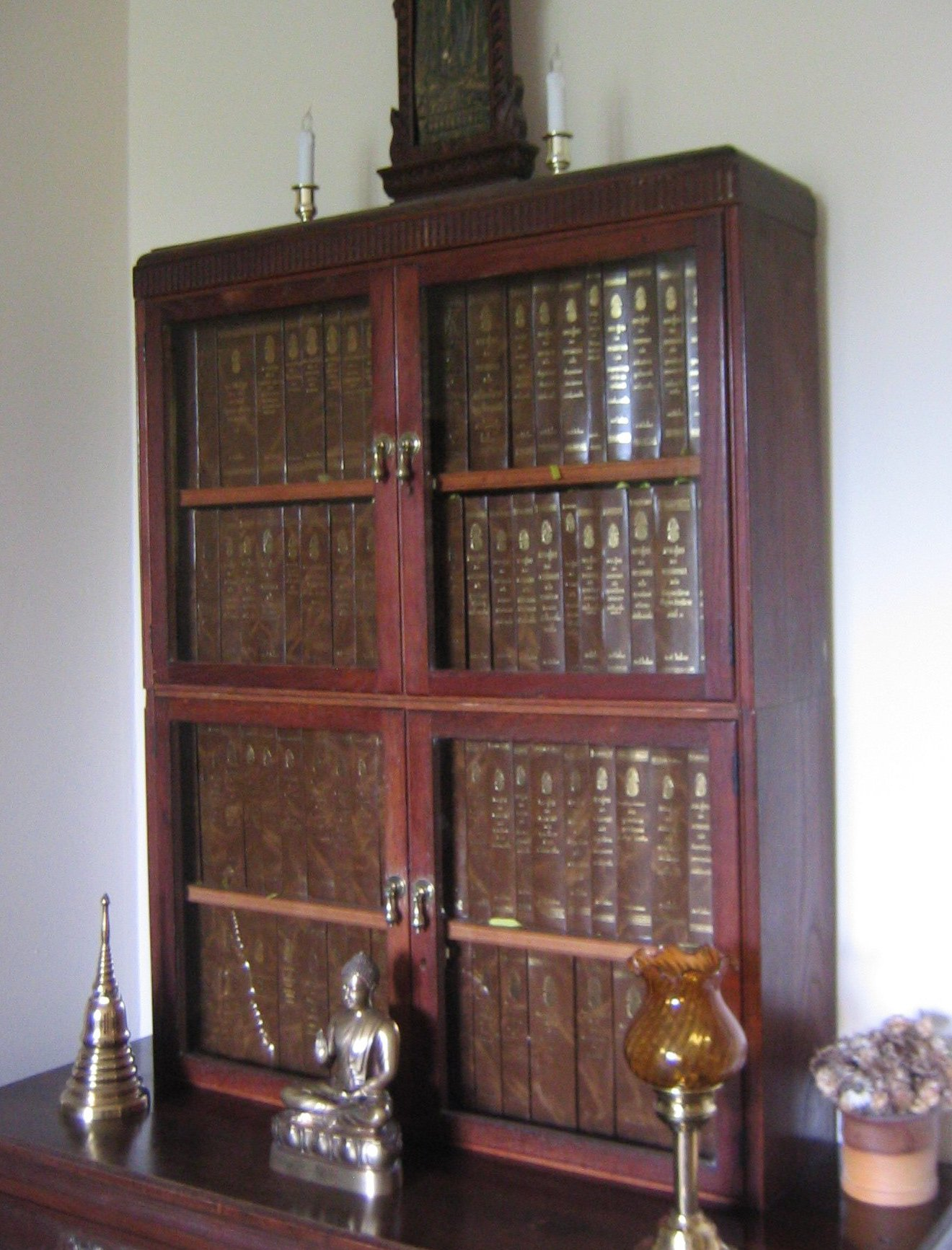
O ediție completă, în limba thai, a Canonului Pali.

Literatura sacrosanctă a budismului cunoaște o bogată varietate, însă niciuna dintre lucrări nu provine de la Buddha însuși. Ea nu reflectă decât învățăturile lui Gautama transmise pe cale orală discipolilor, învățături care au suferit, mai mult sau mai puțin, modificări fiind afectate de amprenta personală a scriitorului. Importanța fiecărui text este dezbătută în cadrul școlilor budiste care le conferă diferite grade valorice; de exemplu, unele grupări consideră anumite texte obiecte religioase, în timp ce altele preferă o percepere scolastică a lor. Nici limba sacră nu este una unitară, scrierile fiind în sanscrită sau pali, sau traduse în chineză, japoneză, tibetană, etc.
Scrierile sfinte se divid în două categorii principale: scrieri canonice, care conțin mesajul transmis de religia lui Buddha și scrierile necanonice, adică tratatele doctrinare și comentariile aduse pe marginea lucrărilor canonice. Textele canonice budiste sunt împărțite în trei culegeri voluminoase cunoscute sub numele sanscrit Tripitaka sau pali Tipitaka ("coșul întreit" sau "cele trei coșuri", în traducere). Conform canonului, după moartea lui Buddha a avut loc primul consiliu budist, condus de călugărul Mahākāśyapa, care avea drept rol stabilirea, clarificarea fundamentelor noii religii: cuvintele "Celui Iluminat" (sūtrele sau suttas) și codul monastic (Vinaya). Ananda, cel mai mare discipol al lui Gautama Buddha a fost chemat pentru a expune predicile stăpânului său și, după unele surse a fost și cel care a alcătuit "abhidhamma", o colecție de texte analitice ce face parte din canon. Upāli, un alt discipol, a prezentat regulile Vinaya. Mărturiile lor au stat la baza canonului Tripitaka și au format cele trei culegeri:
- Coșul disciplinei (Vinaya Pitaka) ce conține norme de etică religioasă pentru călugări și călugărițe, explicații ale originii și importanței acestor norme, precum și pedepse disciplinare pentru încălcarea lor și povestiri exemplificatoare.
- Coșul povestirilor (sanscrită: Sūtra Pitaka, pali: Sutta Pitaka) conține cuvântările, aforismele și predicile lui Buddha și ale discipolilor săi și spre deosebire de Vinaya Pitaka este importantă nu doar pentru monahi, ci pentru întreaga comunitate budistă.
- Coșul doctrinei (sanscrită: Abhidharma Pitaka , pali: Abhidhamma Pitaka) abordează și clasifică noțiunile centrale ale budismului.

Tripitaka nu a fost însă transpusă în formă scrisă în urma primului consiliu budist, ci mult mai târziu, timp în care s-a transmis oral sub formă de cântece religioase. Din acest motiv, atât sūtra cât și vinaya fiecărei școli budiste conțin elemente diferite, aprecieri distincte asupra dharmei, texte cosmologice și cosmogonice, istorisiri asupra vieților anterioare ale lui Buddha, etc., ceea ce înseamnă că această religie nu are un canon unic.
Budismul Theravada și alte școli budiste timpurii consideră că textele din canonul lor conțin adevăratele cuvinte ale lui Buddha. Deși toate școlile vechi își aveau propriul canon, singurul care a rezistat în totalitate în timp este cel al școlii Theravada. Canonul Theravada, cunoscut și cu numele "Canonul Pali", după limba în care a fost scris a fost redactat în Sri Lanka, în primul secol î.Hr. și conține în jur de patru milioane de cuvinte. În timp ce adepții Theravadei văd în Canonul Pali autoritatea definitivă și supremă, cei ai Mahayanei i-au diminuat importanța și își focalizează credința și concepția filozofică pe sutrele mahayaniste și pe propriile versiuni ale codului monahal, Vinaya.  Sutrele mahayaniste (alcătuite în jurul secolelor II-III d.Hr.) sunt considerate de asemenea de unii credincioși cuvinte aparținând lui Gautama Buddha, însă transmise în secret unor ființe mitologice (ca șerpii mitici nāga) sau provenind de la alți buddha sau bodhisattva. Astăzi există aproximativ șase sute de astfel de sutre, în limba sanscrită sau traduse în chineză sau tibetană. Pentru a diferenția sutrele mahayaniste de cele aparținând Theravadei, cele din urmă mai sunt numite de celelalte școli și agame. Mahayaniștii acceptă atât propriile sutre cât și agamele ca învățături autentice ale lui Buddha, concepute pentru diferite tipuri de persoane și diferite nivele de pătrundere spirituală. Dimpotrivă, credincioșii Theravada aderă exclusiv la Canonul Pali și socotesc sutrele școlii rivale niște lucrări de ficțiune poetică, nicidecum cuvintele lui Buddha. Theravadinii sunt convinși că prin canonul lor Buddha și-a exprimat ultimele cuvinte și că nu mai este nevoie de nici o completare pentru a întregi religia; de aceea orice text care se pretinde a aparține lui Buddha și care nu figurează în canon sau în comentariile theravadine aferente este privit cu scepticism și respingere totală.

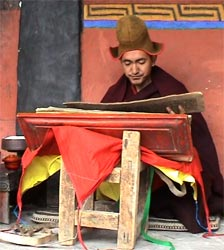
Un călugăr budist citind sutre mahayaniste dintr-o copie veche din lemn a textului tibetan Kanjur.

Pentru mahayaniști, agamele sunt importante într-o anumită măsură, conțin teorii de bază, substanțiale, deși sutrele Mahayana articulează doctrinele înalte, profunde transmise de Gautama și necesare celor ce urmează calea binecuvântată de bodhisattva. Această cale nu are la bază doar dorința de eliberare a propriei persoane, ci însăși preluarea misiunii lui Buddha de a elibera toate ființele de suferință. De aceea această ramură religioasă a preluat numele de Mahāyāna (literal, Marele Vehicul), unde atributul "mare" are o conotație specifică acestui tip de budism - începând cu vastitatea jurământului unui bodhisattva de a lupta în toate vremurile ce vor veni pentru toate ființele aflate în durere, cu dimensiunea simbolică a sutrelor mahayaniste, cu infinitatea viețuitoarelor care caută să fie salvate și sfârșind cu dobândirea finală de către bodhisattva a "Marelui Sine" (mahatman) în sfera "Marii Nirvana" (mahanirvana). Pentru theravadini însă, pretinsa "măreție" a sutrelor mahayaniste nu le confirmă și veridicitatea.
În ceea ce privește comentariile aduse textelor sacre theravadiene, ele datează încă din secolul al IV-lea î.Hr. și au o importanță imensă pentru că ajută la reconstituirea unor lucrări mult mai vechi. Cel mai important și mai activ învățat din această perioadă este considerat Buddhaghosa, căruia i se atribuie niște comentarii ale Vinayei-Pitaka și Suttei-Pitaka. Budismul Mahayana se bucură de lucrările unor erudiți budiști ca Nagarjuna (cca. 200 d.Hr.), fondatorul școlii Madhyamika și Asanga (sec. al IV-lea d.Hr.), un exponent al școlii Yogācāra.
Spre deosebire de multe alte religii, budismul nu are un text central care să fie reprezentativ pentru toate tradițiile și diviziunile. Diversitatea și complexitatea canoanelor budiste au fost considerate de mulți (printre care și reformatorul social Babasaheb Ambedkar) ca reprezentând o barieră în înțelegerea filozofiei acestei religii. De-a lungul timpului, au existat multe încercări de a sintetiza un singur text care să înglobeze principiile budismului. În tradiția Theravada au existat niște așa-numite "texte de studiu" sau "manuale" pentru călugării novici, care sintetizau  și sistematizau învățăturile lui Buddha prin condensarea într-un singur volum a mai multor texte canonice sau explicative. Mai târziu, în Sri Lanka,  Dhammapada a fost susținută ca o scriere unificatoare a Theravadei.
În anii 1920, Dwight Goddard a adunat o serie de texte budiste și scrieri clasice ale filozofiei Orientului Extrem, cum ar fi Tao Te Ching, formând o lucrare numită Biblia budistă. Mai recent, Dr. Babasaheb Ambedkar a încercat să creeze un document ce combină principiile budiste prin “Buddha și Dhamma sa”.  . Alte asemenea eforturi au persistat până astăzi, cu toate că momentan nu există niciun text acceptat în unanimitate ca fiind centrul tradițiilor budiste.
Deși toate școlile timpurii ale budismului își aveau propriul canon, singurul care a rezistat în totalitate în timp este cel al școlii Theravada.

## Istorie
Tradiția spune că la scurtă vreme de la moartea lui Buddha (aprox. 483 î.Hr.) și intrarea acestuia în parinirvāna (pali: parinibbāna, "stingerea totală") s-a convocat Primul Conciliu budist care a fixat, în mod oral, Vinaya-Pitaka și Sutra-Pitaka. Acesta a fost organizat la Rajagriha de către Mahākāśyapa, un discipol al lui Buddha. În secolul următor, pe măsură ce comunitatea budistă Sangha a continuat să se extindă, a apărut o controversă în jurul celor zece puncte de disciplină monastică. Al doilea Conciliu budist (care s-a produs la aproximativ o sută de ani de la moartea lui Gautama) a fost ținut la Vaisali și a avut ca rol rezolvarea acestei dispute. În cele din urmă, toți membrii consiliului au fost de acord ca cele zece puncte să rămână nemodificate.
La puțin timp însă după această hotărâre, Sangha a început să se dividă în grupuri separate. Nu se știe cu exactitate când a survenit schisma; unele izvoare cum ar fi Dipavamsa din tradiția pali o plasează imediat după cel de-al doilea consiliu. Tradiția budistă Sarvastivada identifică schisma în vremurile regelui Așoka (268-234 î.Hr.), în timp ce Mahasanghika susține că aceasta a fost provocată mult mai târziu, în jurul anului 100 î.Hr. Cert este că principalele cauze ale rupturii au fost divergențele de percepere a regulilor călugărești. Astfel comunitatea s-a împărțit în două fracțiuni:  sthaviravadini (theravadini) sau cei care se considerau ortodocși și loiali vechilor norme riguruase legate de învățăturile lui Buddha și mahāsānghikași (partizani ai școlii Mahāsānghika), care abordau o viziune liberală și permisivă asupra dogmei și a monahismului.
Edictele din vremea regelui Așoka consemnează un nou conflict de ordin religios, cu prilejul căruia are loc un nou consiliu, cel de-al al treilea, la Pataliputra, aproximativ în anul 250 î.Hr., la 236 de ani de la moartea lui Buddha. Dirijat de Moggaliputta Tissa și întrunind în jur de o mie de călugări (printre care se zice că s-ar fi numărat însuși Așoka, în calitate de monah), consiliul a stabilit sthaviravadismul (budismul theravada) ca singura formă ortodoxă și nu a aceptat niciun compromis în favoarea dizidenților religioși, care expulzați fiind din cadrul Sanghăi, au fost catalogați drept eretici. O altă realizare a consiliului a fost întregirea Canonului Pali prin adăugarea textului Abhidammam Pitaka. Tot în această perioadă, din cercul sthaviravadinilor se mai desprinde o nouă grupare, cea a sārvāstivadinilor.
Imediat după aceste schisme, școlile budiste au început să alcătuiască o Abhidharma/Abhidhamma, adică o colecție de lucrări filozofice. Versiuni asemănătoare acestui tip de scriere au existat probabil și în timpul lui Buddha, însă concepute sub forma unor liste. Evoluția budismului însă, a dus la încadrarea conceptelor cuprinse în acele liste într-o lucrare mult mai voluminoasă și mai sistematică, într-o nouă Pitaka: Abhidhamma Pitaka. Unii academicieni moderni numesc această etapă "budismul Abhidhamma". Cu toate acestea, unele școli, Mahasamghika de exemplu nu au o Abhidhamma Pitaka, fapt ce se află în conformitate cu refuzul lor de a aduce adăugiri canonului.

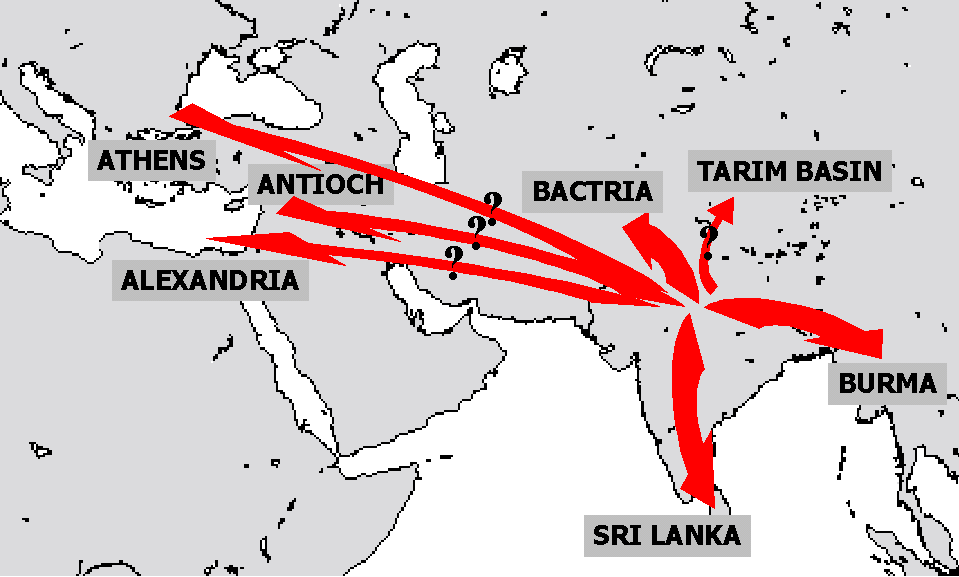
Hartă înfățisând acțiunile de misionariat ale călugărilor budiști sub patronajul împăratului Așoka cel Mare (268-234 î.Hr.)

Stingherită de numeroasele schisme, răspândirea budismului a decurs lent până în perioada împăratului mauryan Așoka, care fiind un susținător public al acestei religii a avut o importanță incomensurabilă în istoria acesteia. Având pentru lumea orientală un rol asemănător cu cel al lui Constantin cel Mare față de Europa și creștinism, Asoka a îmbrățișat budismul, ridicându-l la statut de credință imperială și a păstrat în același timp o atitudine tolerantă în raport cu celelalte confesiuni. Vrând să unifice subcontinentul indian și restul Asiei de Sud sub o singură religie, împăratul mauryan a construit numeroase mănăstiri și stupe (în jur de optzeci de mii îi sunt atribuite în prezent), a protejat călugării și a trimis misionari în întreaga lumea. O orientare a misiunilor a fost înspre vest, înspre teritoriile iraniene, Siria, Afghanistan, Egipt, Cirene, Macedonia și Epir, iar alta s-a concentrat în sudul peninsulei, anume Sri Lanka și Maldive. Cele două incursiuni misionare au avut ca efect pe de-o parte final izbucnirea budismului în China și de cealaltă parte, transportarea budismului theravada în afara teritoriului originar, răspândirea lui în zona insulară a Oceanului Indian (inclusiv Sri Lanka) și de-a lungul coastelor sud-est asiatice. Pe teritoriul Indiei, Asoka a răspândit religia în Mysore, Kashmir, Maharashtra, Varanasi și Himalaya.

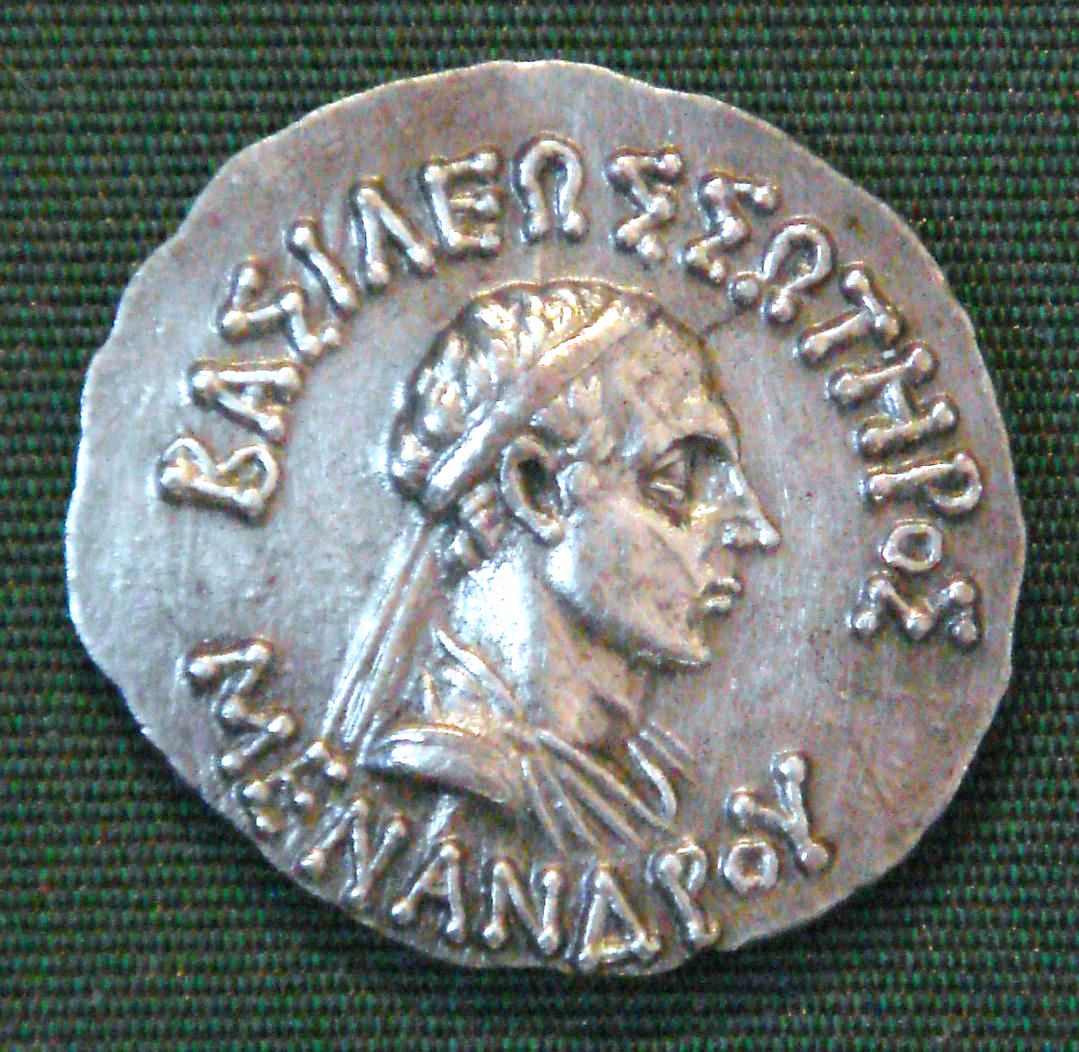
Tradiția budistă menționează în Milinda Panha existența unui rege indo-grec, Menandru, din secolul al II-lea î.Hr., convertit la budism și devenit arhat.

Epoca lui Asoka marchează prima emanație a învățăturilor budiste dincolo de teritoriile indiene. Conform edictelor lui Așoka, au fost trimiși emisari cu precădere în teritoriile învecinate Imperiului Seleucid și în regatele elenistice din bazinul mediteranean. Aceasta a favorizat, un secol mai târziu, apariția monarhilor budiști vorbitori de limbă greacă din Regatul Indo-Grec și dezvoltarea artei greco-budiste din Gandhāra. În tot acest timp, budismul a fost expus atât influențelor grecești și persane cât și celor ale religiilor indiene non-budiste.
După moartea lui Asoka, Imperiul Maurya cunoaște o perioadă de regres și începe să se destrame. De asemenea, budismul suferă noi sciziuni nu doar în grupurile "ortodoxe", ci chiar și în noile școli. Teritoriile septentrionale ale fostului imperiu revin dinastiei Sunga ai cărei membri erau adepți vehemenți ai hinduismului și doreau resuscitarea practicilor vedice. Evoluția budismului în India nu este însă atenuată nici de amplul proces de sectarizare, nici de persecuțiile regelui Pushyamitra Sunga (185-151 î.Hr.), cel mai proeminent membru al noii dinastii, contra credincioșilor budiști. Mărturie a rezistenței și a redutabilei activități religioase o reprezintă numărul mare de monumente budiste înălțate în perioada ce a urmat anilor 200 î.Hr.
Tot în acest timp, regii greci din Bactriana și-au instalat controlul asupra Pakistanului de astăzi și a unor zone nordice ale Indiei (Malwa, Bihar și Rajastahn). Se știu puține despre activitatea socială și religioasă ale conducătorilor greci, însă e posibil ca unii din ei să fi renunțat la religiile proprii în favoarea budismului. Un exemplu concret este regele Menandru care domnea peste Punjab și care a rămas imortalizat în faimosul text din limba pali, Milinda-Panha, purtând o discuție despre filozofia budistă cu călugărul Nāgasena.
După Sunga a urmat perioada dinastiei Satavahana care și-a instalat conducerea peste India centrală, Andhrapradesh și Maharashtra între anii 200 î.Hr. și 250 d.Hr. La fel ca exponenții dinastiei precedente, satavahanienii au fost cârmuitori brahmanici, dar au manifestat mai multă toleranță celorlalte religii. Sub egida lor, hinduismul și budismul s-au dezvoltat și au coexistat pacific. Prin numeroase donații din partea dinastiei unele centre budiste din regiunea Andhrapradesh ca Amaravati și Nagarjunakonda au ieșit în evidență.

### Apariția Mahayanei
Nimeni nu cunoaște în prezent originile geografice precise ale școlii budiste Mahayana. Este plauzibil ca diversele elemente ale Mahayanei să se fi dezvoltat în mod independent începând cu secolul I î.Hr., fiind inerente la început câtorva secte de mică dimensiune de pe teritoriul nord-vestic al Indiei (adică din Imperiul Kushan sau actualul Pakistan), din perimetrul Imperiului Satavahana, de pe coasta vestică din apropierea orașului Bharukaccha (Bharuch) sau în proximitatea unor zone cavernoase ca Ajanta și Karli. Cuvântul "Mahayana" (Marele Vehicul) a fost conceput de adepții acestei noi direcții religioase și intră în contrast cu numele peiorativ "Hinayana" (Micul Vehicul), cu care mahayaniștii numesc vechile școli budiste, inclusiv Theravada. Cea mai simplă descriere a celor două "Vehicule" este cea oferită de călătorul chinez I-ching care observă că cei care "venerează bodhisattva și citesc sutre mahayaniste sunt numiți mahayaniști, iar cei care nu - hinayaniști"; cu alte cuvinte, budiștii Mahayana au propriile scrieri sacre, neincluse în canonul hinayanist și adoră ființe supraomenești aflate într-o stare a existenței imediat inferioară stării de Buddha, ființe numite bodhisattva și care diferă destul de puțin de zeitățile indiene. Se mai pot adăuga multe caracteristici descrierii lui I-Ching, dar acestea nu pot fi universal valabile deoarece cele două "Vehicule", deși divergente în zone complet separate geografic (ca în cazul Sri Lanka - Japonia), au intrat în simbioză și au făcut schimburi de elemente religioase în ariile de contact ca India și China. Cu toate acestea, Mahayana s-a bucurat de o popularitate mai mare decât Theravada, fiind mai puțin monastică și mai mult dedicată ființei, sentimentului. În timp ce Hianyana era conservatoare și rigidă în dogme, Mahayana se înfățișa mai cordială în ceea ce privește caritatea, mai personalizată în devoțiune, mai adaptabilă în condițiile istorice, și mai ornamentată, mai abundentă în artă, literatură și în ritualuri. De asemeni, budismul Mahayana aduce un element inedit, care reprezintă chintesența acestei școli, și anume bodhisattva, omul iluminat care renunță la intrarea imediată în Nirvana și se dedică salvării lumii de la suferință. Termenul "bodhisattva" nu a apărut însă odată cu mahayanismul, ci există chiar și în budismul primar, desemnându-l pe Gautama Buddha în viețile anterioare și în perioada ce precede iluminarea sa. Mahayana a preluat termenul, i-a accentuat semnificația, cerând în final fiecărui credincios să urmeze calea "bodhisattva". 
| Un bodhisattva (bodhi = iluminare, sattva = ființă) este o persoană care își asumă durerea reîncarnărilor și a existenței; el nu urmărește eschivarea din fața suferinței, ci dimpotrivă, înfruntarea ei directă și depășirea ei. Suferința este percepută ca un destin colectiv al lumii și nu ca o soartă personală. În concepția unui bodhisattva, sinele se confundă cu colectivitatea. Conform sutrelor mahayaniste există două tipuri de bodhisattva: pământești și cerești. În timp ce condiția de bodhisattva pământesc este accesibilă oricărui om în viața actuală, cea de bodhisattva ceresc presupune puteri supraumane ce nu pot fi obținute decât într-o viață viitoare. Aceste puteri sunt desprinderea de ciclul reîncarnărilor și capacitatea de metamorfoză sub un chip sau altul. Astfel bodhisattva celești sunt asemănători zeilor hinduși care se revelează omenirii sub formă de avataruri. În imagine, o statuie de lemn a unui bodhisattva din perioada dinastiei chineze Song (960-1279). |

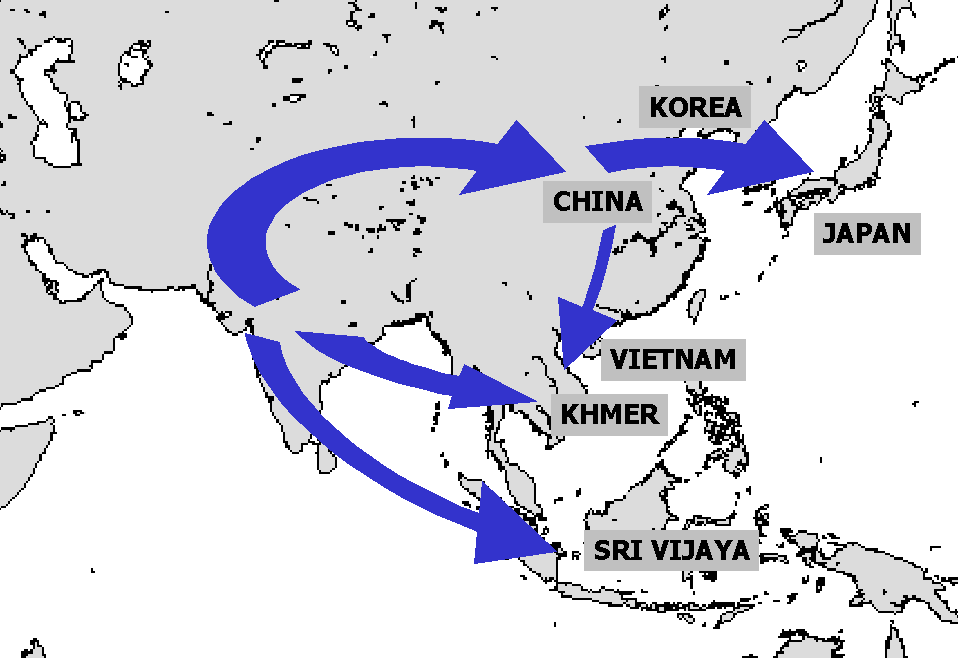
Expansiunea budismului Mahayana între secolele I și al X-lea d.Hr.

Tradiția budistă asociază apariția Mahayanei cu domnia lui Kanishka (aprox. 78-123 d.Hr.), unul din cei mai importanți regi ai imperiului Kushan. Acesta stâpânea nord-vestul Indiei, Kashmirul și Afghanistanul și a fost un important promotor al budismului, performanțele sale fiind comparabile cu cele ale lui Asoka. În jurul anului 100 d.Hr. Kanishka reunește cel de-al patrulea consiliu budist în Kashmir sau după alte surse, în Jullundhar (Jalandhara). Theravadinii nu recunosc acest consiliu. Unul din motive este faptul că membrii consiliului nu se ghidează doar după Canonul Tripitaka, ci adoptă noi scrieri de natură mahayanistă, cele mai notabile fiind Lotus Sutra, Sutra Inimii în variantă mai veche și Amitabha Sutra, precum și principii fundamentale ale unei doctrine bazate pe salvarea tuturor ființelor. Un alt concept adoptat în consiliu este cel conform căruia ființele buddha și bodhisattva sunt întrupări ale unei entități transcendente Buddha-dhatu (principiul lui Buddha). Buddha-dhatu este un element intangibil, nevăzut, aflat în cele mai pure adâncimi ale subconștientului, prezent în absolut fiecare viețuitoare și care își exercită chemarea spre a te ilumina și a deveni un buddha, este o potență eternă, un impuls spre salvare. Noile texte sacre erau scrise în sanscrita budistă hibridă sau în pracrită (sanscrita vulgară). Din acel moment, în decurs de câteva secole, Mahayana se va dezvolta și se va răspândi din India spre Asia de Sud-Est și către nordul Asiei Centrale, apoi ajunsă în est, în China, va fi asimilată lingvistic. Din China, budismul Mahayana va fi transmis în Coreea, Vietnam și în final, în Japonia în 538 d.Hr. Est-asiaticii vor continua să adauge sutre proprii și comentarii la Canonul Mahayanist. Astăzi cel mai bogat canon budist Mahayana este scris în limba chineză.
Budismul Mahayana a căpătat o bază filozofică solidă datorită lui Nāgārjuna (cca. 150–250 d.Hr.), unul din cei mai influenți învățați ai mahayanismului. Respingând complet ideile școlii Sarvāstivāda, el consideră că natura factorilor de existență este constituită din śūnya (vacuitatea) și alte două elemente-cheie ale doctrinei budiste, anātman (non-sineitatea) și pratītyasamutpāda (legea condiționismului). Școala fondată de Nagarjuna este Madhyamaka.
După sfârșitul dominației Imperiului Kushana, budismul s-a dezvoltat sub dinastia Gupta (între sec. al IV-lea și al VI-lea). În această perioadă se înființează și centre mahayaniste de învățământ, cel mai important fiind Universitatea Nālandā din nord-estul Indiei. Învățăturile Sarvāstivādei, aspru criticate de Nagarjuna au fost reformulate de învățați ca Vasubandhu și Asanga și incorporate într-o nouă școală, Yogācāra (sanscrită, practicile yoga). În timp ce Madhyamaka afirmă că nu există un adevăr ultim, (cu alte cuvinte, adevărul ultim este vidul (śūnya)), Yogācāra consideră că numai mintea este ultimul adevăr existent. Aceste două școli de gândire, aflate când în sinteză, când în opoziție, reprezintă temelia teologiei Mahayana în tradiția indo-tibetană.

### Apariția Vajrayanei
Învățăturile ezoterice ale Vajrayanei au apărut mult mai târziu (mai exact, prin sec. al VII-lea d.Hr.) decât celelalte învățături budiste, deși se spune, în tradiția tibetană, că și ele provin de la Gautama Buddha. Budismul tantric, cum mai este numită Vajrayana, împarte multe similitudini cu tantrismul hindus, dar a preluat și o mare parte a filozofiei mahayaniste. Chiar Mahayana prezenta din secolul al IV-lea unele tendințe tantrice manifestate prin formule magice și ritualuri populare. Practicile, scrierile și teoriile Vajrayanei s-au transmis în China, Tibet, Nepal, Maldive, Indochina și Asia de Sud-Est. În India, Vajrayana a reușit să obțină stabilitate în Bihar și Bengal. Un centru important îl constituia Universitatea Nālandā care inițial doar a urmărit și nu a produs mișcările tantrice, pentru ca apoi să devină un promotor al acestui tip de budism până în secolul al XI-lea. Începând cu secolul al XIII-lea, tantrismul budist din India a suferit o regresiune, la fel ca întreg budismul indian. Sub presiunea armatelor islamice, Vajrayana din India a fost absorbită de tantrismul hindus, iar spațiul ei de dezvoltare s-a mutat în Tibet, unde s-a conservat până astăzi. Cu toate acestea tantrismul budist indian diferă de cel tibetan în anumite privințe.

### Declinul budismului în India
Unii călători chinezi care au făcut incursiuni până în India între secolele al IV-lea și al VII-lea d.Hr. au contribuit prin descrierile lor la determinarea schimbărilor petrecute în cadrul budismului indian. De exemplu, Fahsien relatează progresele budismului între 399-413, în timp ce două sute de ani mai târziu, I Ching și Hsuan-Chang constată o decădere uimitoare a acestei religii. Regresul este explicat în parte de numeroasele invazii din exterior cât și de asimilarea budismului în hinduism nu doar datorită unei relative asemănări a doctrinei, ci și pentru facilitățile pe care un om obișnuit le avea în societatea indiană dacă era hindus. Atacurile cuceritorilor musulmani și persecuțiile acestora au reprezentat lovitura finală a budismului retezând orice șansă de renaștere. Călugării budiști au fost uciși sau goniți în Nepal sau Tibet, mănăstirile au fost prădate, bibliotecile au fost arse, iar multe din lăcașurile religioase au fost distruse. Când Imperiul Britanic a ocupat India, budismul dispăruse complet de pe teritoriul ei.

## Principalele tradiții
Cel mai comun mod de a împărți școlile budiste este prin studierea limbilor canoanelor existente (majoritatea scrise în pali, tibetană, mongolă sau chineză, deși există și texte arhaice scrise în sanscrită și sanscrită budistă hibridă). Această diviziune este utilă pentru scopurile practice, dar nu corespunde în totalitate cu împărțirea filozofică sau doctrinară a budismului. În ciuda numeroaselor diferențe, ramurile budiste au și puncte comune:
- Toate îl acceptă pe Buddha ca pe un învățător.
- Toate au adoptat Calea de mijloc, Legea condiționismului, Cele patru adevăruri nobile și Calea cu opt brațe.
- Toate cred că atât membrii laicatului cât și călugării pot să urmeze calea spre iluminare (bodhi).
- Toate consideră statutul de Buddha ca fiind cea mai importantă dobândire.

### Budismul sudic (Theravada)

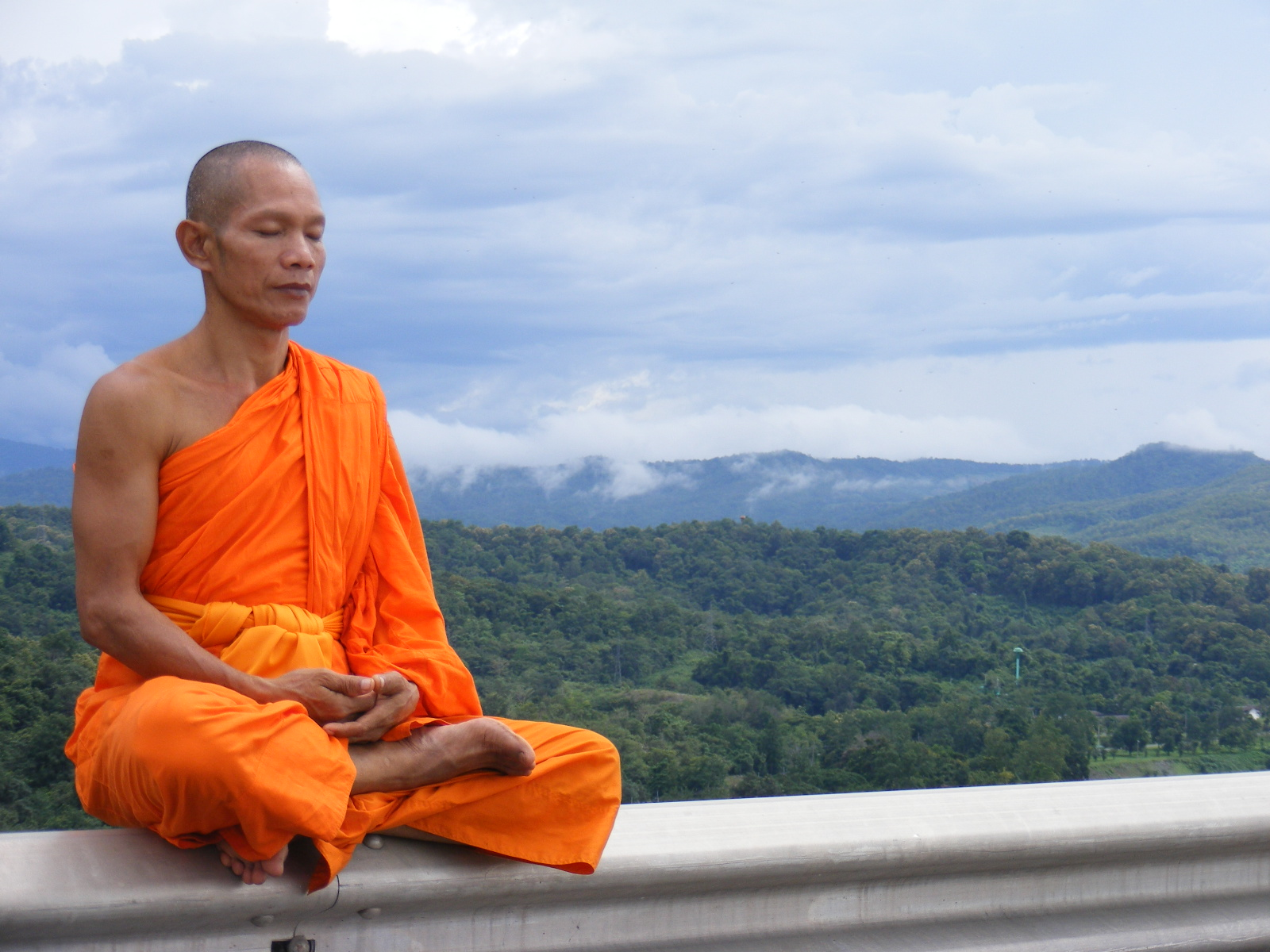
Un călugăr budist theravada din Myanmar meditând

În jurul anului 250 î.Hr., datorită apariției unor păreri contradictorii privind religia, regele Asoka alcătuiește cel de-al treilea consiliu budist menit să pună ordine în cadrul comunității și să producă un text definitiv al cuvintelor lui Buddha. Condus de Moggaliputta Tissa, consiliul include printre scrierile sacre și Kathavatthu, un text care combate școlile dizidente și nu le consideră cu adevărat budiste. Cu această ocazie, budiștii ortodocși ai școlii sud-indiene Vibhajjavāda susțin că primul pas spre eliberare se realizează prin experiență proprie și raționament critic și nu prin credință oarbă. Vibhajjavāda va suferi treptat o prăbușire în India, dar ramura sa din Sri Lanka și Asia de Sud-Est supraviețuiește și astăzi sub numele Theravada. Scripturile sale, Canonul Pali, vor fi scrise în insula Ceylon (Sri Lanka) în ultiul secol î.Hr. Theravadinii afirmă că școlile rivale Sarvāstivada și Dharmaguptaka au fost reprobate de consiliu, cu toate că Dharmaguptaka este considerată de unele surse chiar o grupare inerentă Vibhajjavadei. Aceste două școli și-au exercitat influența în nord-vestul subcontinentului și în Asia Centrală și este foarte probabil ca ele să fi contribuit la apariția Mahayanei, învățăturile lor fiind conservate de școlile mahayaniste.
Mult timp tradiția Theravada a crezut că limba pali, limba canonului, este identică cu māgadhī, dialectul estic al regatului Magadha, vorbit de Buddha. Cu toate acestea, comparațiile lingvistice dintre limba pali a Canonului și Edictele lui Asoka nu confirmă ipoteza, ci dimpotrivă relevă diferențe semnificative. Cea mai mare similitudine între cele două limbi este găsită într-o formă contaminată de dialect a Edictelor și scrisă pe o rocă din Gujarat, în apropierea Munților Girnar.
Cuvântul „Theravada” provine din pali și se traduce prin "Doctrina celor Bătrâni" sau "Doctrina Antică". Budismul theravadin încurajează fructificarea facultăților mentale, dezvoltarea sănătoasă a minții și cere ocolirea factorilor care ar putea tulbura luciditatea ei (ca alcoolul sau substanțele halucinante). Metoda de controlare a conștiinței și de antrenare a minții este meditația. Scopul practicilor este atingerea Nirvanei/Nibbanei, cel mai înalt nivel spiritual, și eliberarea de suferință. Învățăturile Theravadei spun că experiența suferinței este cauzată de pângăririle minții: lăcomia, aversiunea și amăgirea (iluzia), iar libertatea poate fi obținută prin aplicarea celor patru adevăruri nobile și în special a căii cu opt brațe. Școala Theravada își bazează doctrina exclusiv pe Canonul Pali și pe comentariile acestuia. Colecțiile Sutta și Vinaya ale Canonului sunt considerate de cercetătorii moderni cea mai timpurie variantă a literaturii budiste și sunt acceptate ca fiind autentice de toate ramurile budismului.
Budismul Theravada este răspândit astăzi în formă majoritară în Sri Lanka, Myanmar (Birmania), Laos, Thailanda și Cambogia și în mici porțiuni din China, Vietnam, Bangladesh și Malaysia. Este în continuă creștere în Europa și America.

### Budismul estic (Mahayana)

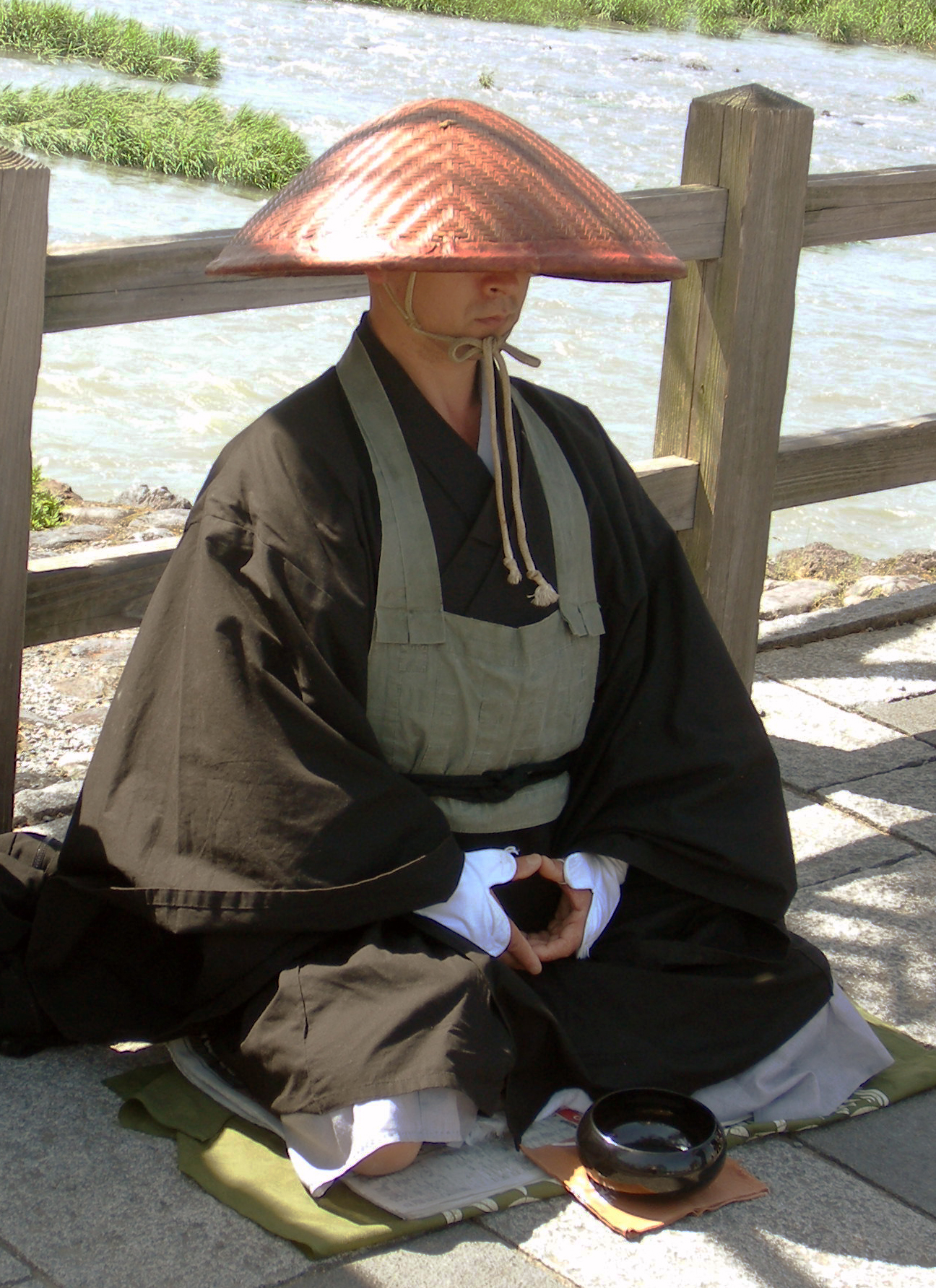
Călugăr budist Mahayana al școli Zen din Japonia meditând

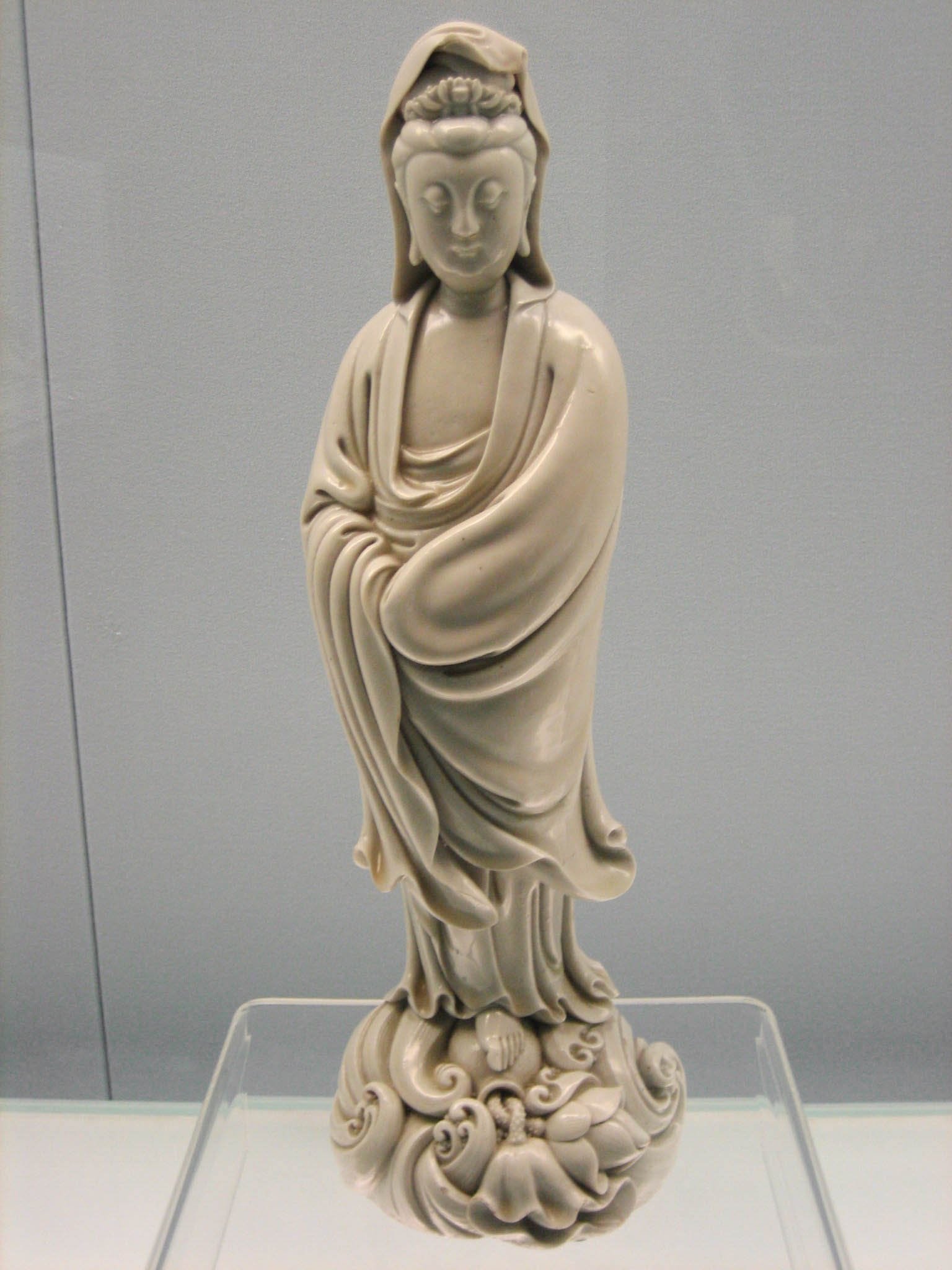
Figurină chinezească de porțelan a "Zeiței Milosteniei", Guanyin, datând din perioada dinastiei Ming.

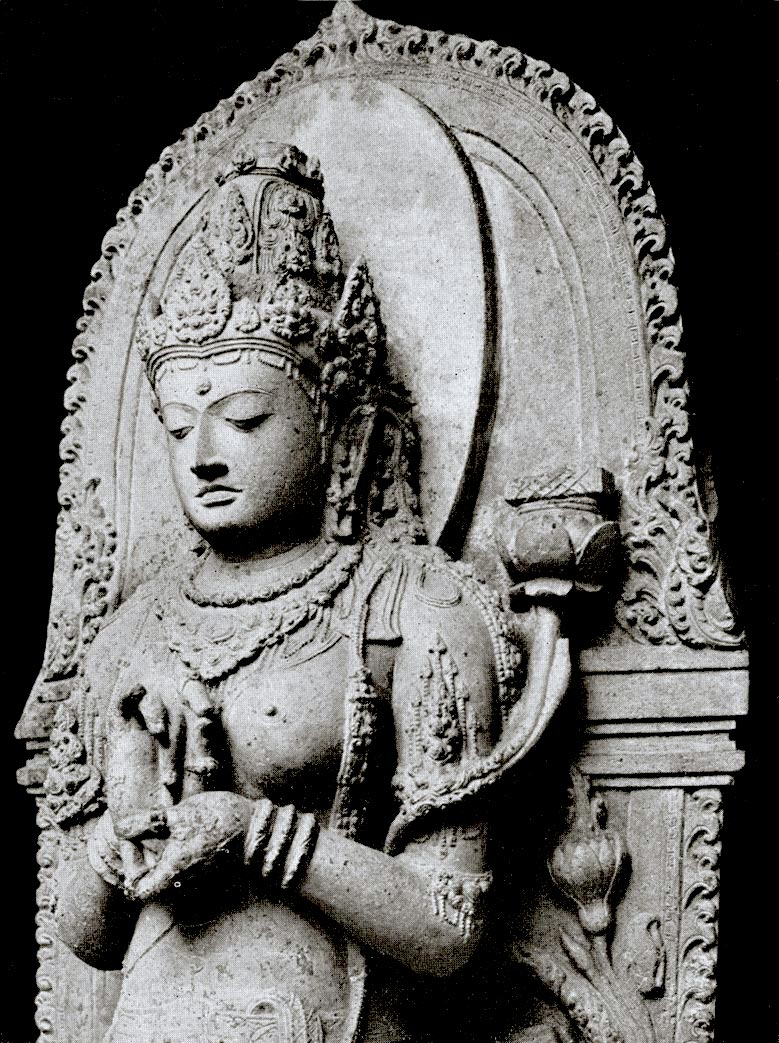
Statuia zeiței Prajñāpāramitā, personificarea înțelepciunii transcendentale (Singhasari, Java Estică).

Mahayana (Marele Vehicul) este o credință dimensionată la nivel cosmic (de aici și atributul "mare") și s-a născut prin adoptarea unor texte adiționale despre care se spune că depășesc sensul canonului originar Tripitaka. Mahayana trece peste idealul theravadin al lepădării durerii și al revelației personale a arhaților; ea îl înalță pe Buddha la statutul unei divinități eterne, omniprezente și omnisciente și creează un panteon de ființe cvasi-divine, bodhisattva, care se dedică autoperfecționării, înțelepciunii supreme și izbăvirii întregii lumi (oameni, animale, spirite și zei). Prin renunțarea la Nirvana imediată, bodhisattva își însușeșteo misiune mesianică. Mahayana face din Buddha un om-zeu idealizat și din bodhisattva o excelență universală. Ideologia acestei ramuri a budismului se opune concepției theravadine care lasă să se înțeleagă că iluminarea este un proces personal, individualizat, chiar egocentric, ci vrea să reverse asupra lumii întregi taina revelației.
Budismul mahayanist se fundamentează pe compasiunea infinită și universală (maha-karuna) a non-egoului și pe voința (bodhicitta) unui bodhisattva de a obține "trezirea minții" (caracteristică stării de Buddha) și cunoașterea necesară conducerii ființelor spre Nirvana. Alte elemente constitutive ale doctrinei sunt vacuitatea sau vidul (sunyata), dezvăluirea interioară a unei spiritualități perfecte (prajnaparamita; în traducere: "perfecțiunea înțelepciunii") și Buddha-dhatu (embrionul nemuritor,  tathagatagarbha, al învățăturii budiste moștenit de fiecare ființă). Conform sutrelor mahayaniste, învățăturile despre tathagatagarbha reprezintă apogeul dharmei budiste, cea mai înaltă reprezentare a Adevărului. Mahayana poate uneori transmite o viziune mistică asupra lui Buddha și a Dharmei sale și poate contura o formă de panteism aflat în straturile mintale, cognitive.
Pe lângă canonul Tripitaka, un număr considerabil de sutre reinterpretează într-un mod original doctrina primară a budismului. Varietatea acestor surse va duce însă la dezacorduri privind gradul de autoritate pe care îl ocupă.
Budismul Mahayana cuprinde două categorii: budismul estic și budismul nordic. Cu toate acestea, există o tendință de a asocia Mahayana doar cu budismul estic și de a considera budismul nordic, care integrează elementele tantrice ale Vajrayanei, o ramură separată. Într-adevăr cele două tipuri de budism diferă foarte mult. 
- Budismul estic este practicat în China, Japonia, Coreea, Singapore, o parte din Rusia și majoritatea Vietnamului.
- Budismul nordic este practicat în Tibet, regiunea Himalayană și Mongolia și va fi tratat în acest articol mai jos, separat de Mahayana.

### Budismul nordic (Vajrayana)

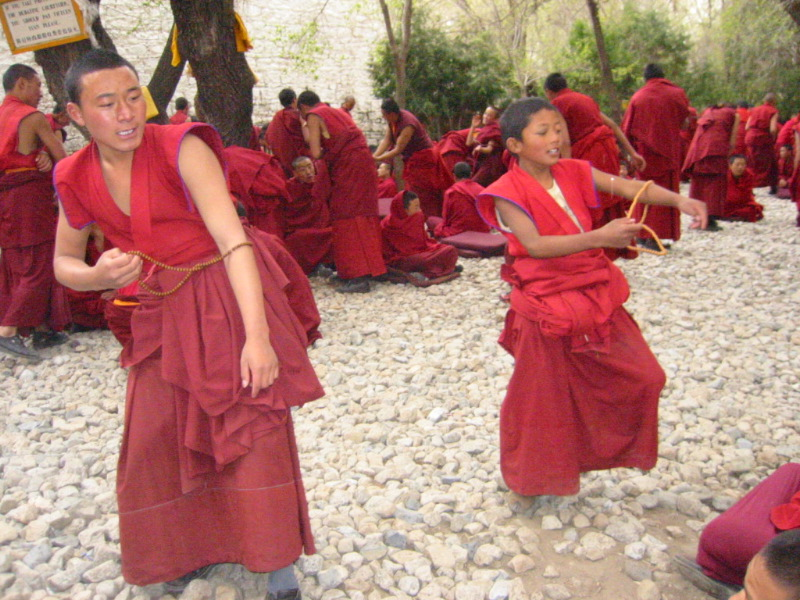
Tineri călugări budiști de la Mănăstirea Drepung din Tibet.

Deși se bazează foarte mult pe sistemul doctrinar al Mahayanei, budismul tibeto-mongolez este deseori numit Vajrayāna sau „Calea de Diamant” (alte nume alternative sunt Mantrayāna, Tantrayāna, budismul tantric sau budismul ezoteric). Această ramură religioasă acceptă toate conceptele de bază ale Mahayanei, cum ar fi vacuum-ul (sunyata) și adevărata ființă a lucrurilor (tathata), dar include de asemenea o gamă largă de tehnici spirituale făcute să intensifice viața spirituală budistă. O componentă specifică Vajrayanei este acumularea de energie fizică și psihică cu scopul dezvoltării capacităților conștientului și ale celor de concentrare. Aceste stări profunde sunt capabile să conducă eficient omul până la condiția de Buddha. Folosind aceste tehnici se spune că un budist poate atinge condiția de Buddha timp de o viață sau, mai puțin, doar pentru trei ani. Prin meditație se spune că practicantul se unește cu universul, prin identificarea consubstanțialității lui cu restul lumii. De asemenea el identifică o legătură cu ființele superioare ca buddha și bodhisattva și împrumută forțele supranaturale a acestora pentru a înlesni revelația. Meditația este ajutată de diferite elemente magice: formule sacre (mantra sau dharani) care sunt ori nume de zei, ori silabe (bija) sau cuvinte simbolice, ce trebuie rostite în mod repetat, mișcări ritualice ale mâinii (mudra) și diferite pictograme circulare și diagrame (mandala) desenate pe pânză, piatră, metal sau pământ, folosite pentru sporirea concentrării.
O altă particularitate semnificativă a Vajrayanei este autoritatea unui lama, un maestru spiritual asemănător guru-ului din hinduism. Vajrayana se bazează pe relația intimă, imediată dintre învățător și discipol, pe revelarea tantrelor de către un maestru în urma unul proces inițiatic. În ceea ce privește scripturile, Vajrayana recunoaște  atât scrierile theravadine cât și pe cele mahayaniste, dar le încununează cu o colecție de tantre budiste, dintre care unele sunt incluse și în literatura budistă chineză sau japoneză.

## Situația prezentă a budismului

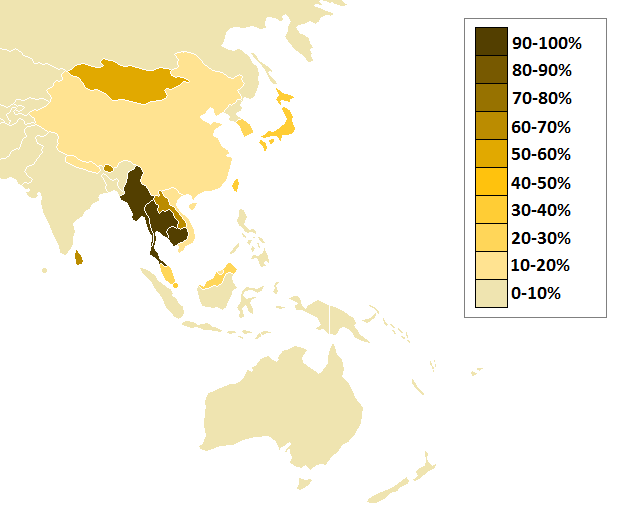
Primele douăzeci de state în funcție de procentul de credincioși budiști.

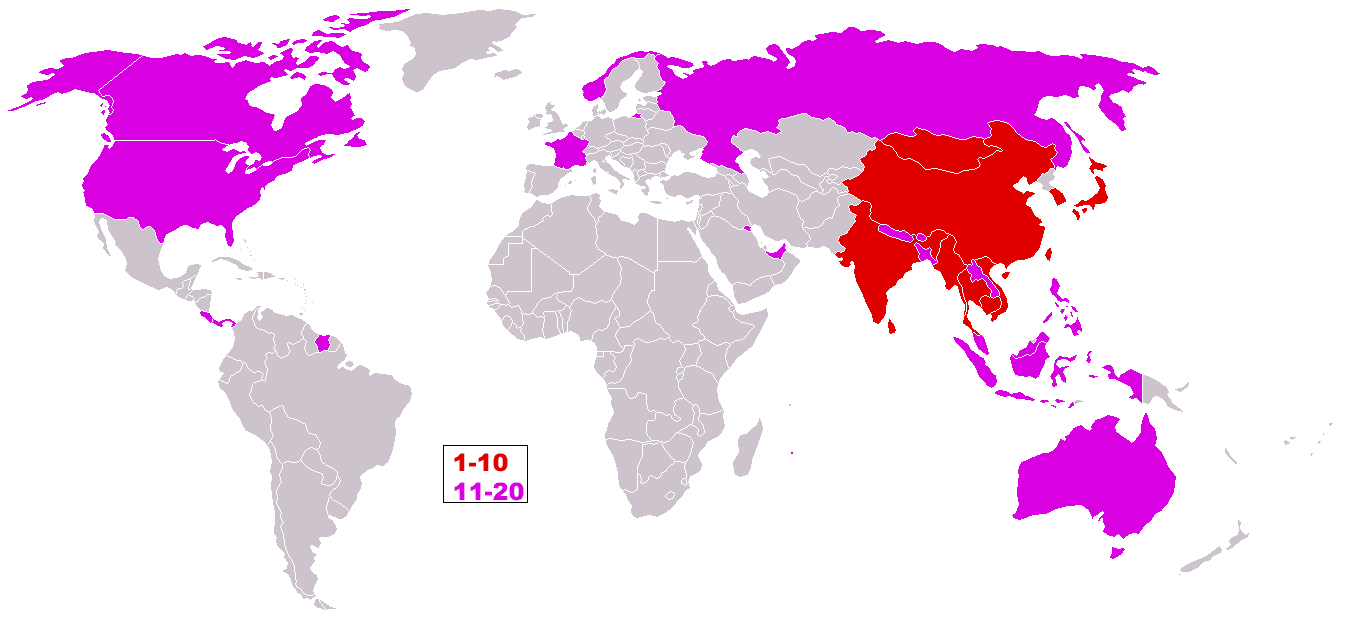
Primele douăzeci de state în funcție de numărul credincioșilor budiști.

Numărul actual al budiștilor variază între 230 și 500 de milioane, cu toate că suma de 350 de milioane este în general acceptată ca fiind cea mai verosimilă. Această discrepanță de date demografice se datorează faptului că în multe țări credincioșii își exprimă adeziunea atât budismului cât și unor credințe populare (sau chiar altor religii), oscilând între practicile celor două tipuri de sisteme religioase sau îmbinându-le. Astfel există "budism thailandez", "budism sri-lankez", "budism singalez", etc., considerate de unii coruperi ale budismului primar. De asemenea, unii credincioși fac greșeli de interpretare ale acestei religii fie pornind de la lucrările sacre și neglijând punerea lor în aplicație, fie dezvoltându-se practic fără a avea o bază canonică. Cu toate acestea, numărul aderenților este considerabil plasând budismul pe poziția a patra în clasamentul celor mai însușite religii după creștinism, islam și hinduism.
Budismul nu are o limbă sacră comună pentru toate formele sale: theravadinii utilizează texte din limba pali, budiștii est-asiatici folosesc chineza, iar budiștii tibetani tibetana. Odată ajunse în Occident, învățăturile celor trei ramuri ale budismului și scrierile sacre sunt transpuse în limbile locale. 

### Budismul în diferite regiuni

#### Budismul în Sri Lanka

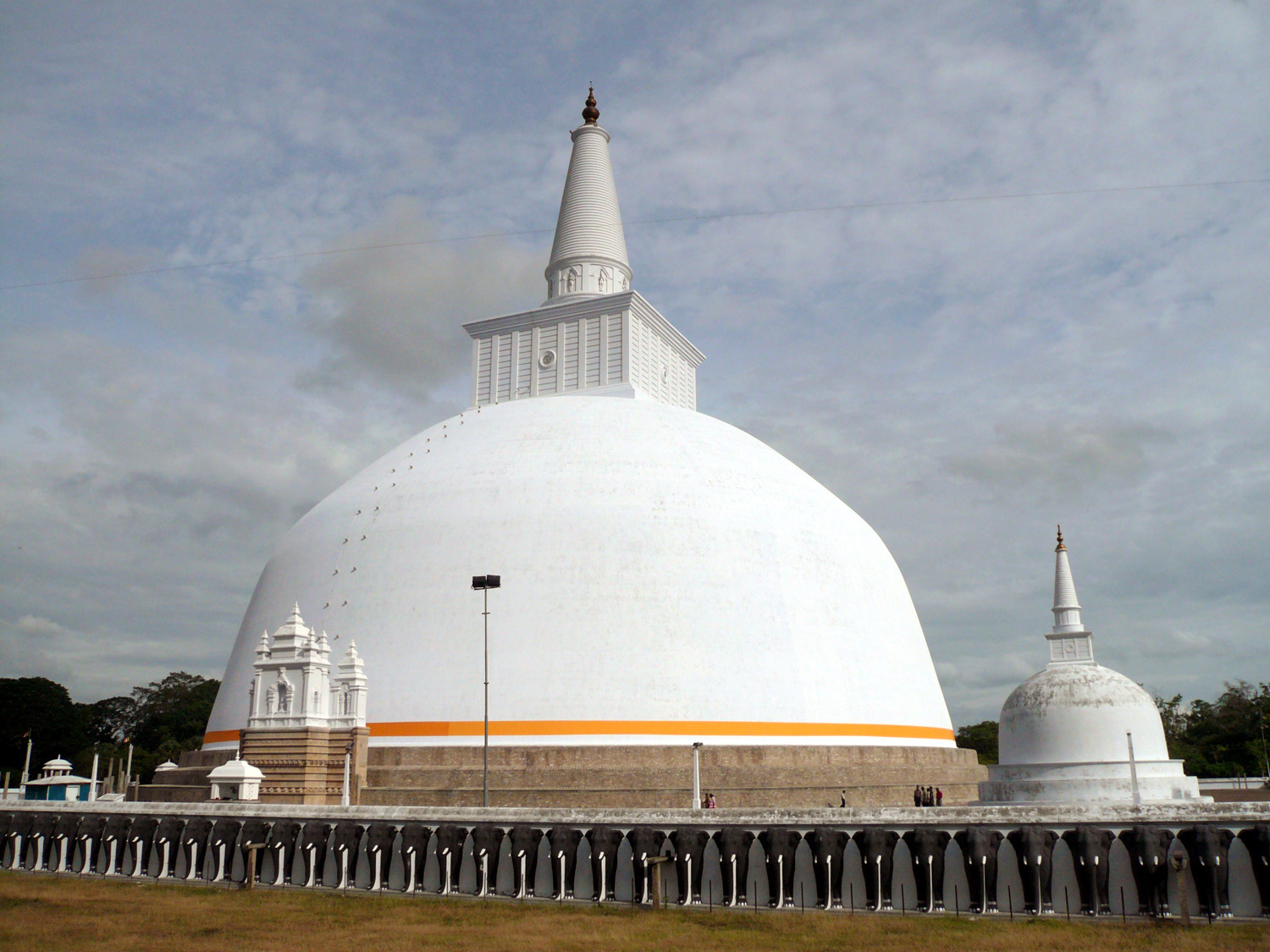
Stupa Ruwanveli Saya din Anuradhapura, Sri Lanka.

Fiind țara unde budismul a avut cea mai mare longevitate și unde și-a conservat cel mai mult timp statutul de religie a majorității, Sri Lanka a îmbrățișat această credință încă din secolul al II-lea î.Hr. conform unor cronici ca Dipavamsa în urma acțiunilor misionare ale călugărului Mahinda, fiul lui Asoka. Astăzi 70% din populație este budistă, cei mai mulți dintre ei fiind adepții ramurii Theravada, care de altfel are și o bogată tradiție în această insulă. Canonul Pali de exemplu, autoritatea supremă a theravadinilor, a fost transpus în formă scrisă în Sri Lanka în jurul anilor 30 î.Hr. O legendă spune că Sanghamitta, fiica lui Asoka a adus pe insulă o ramură din Copacul Iluminării (sau Copacul Bodhi), a sfințit locul și a plantat-o la Anuradhapura.

#### Budismul în Tibet
Budismul pătrunde prima dată în Tibet în secolul al V-lea e.n., sub forma unor scrieri religioase în sanscrită, și începând cu acest moment numeroși misionari indieni și chinezi vin și se concurează în munca lor de răspândire a religiei budiste în Tibet, însă interesul pentru această religie rămâne aproape inexistent până în momentul când, în secolul al VII-lea, aceste scrieri budiste sunt în fine traduse din sanscrită în limba locală, la cererea liderului local Songtsen Gampo, care manifesta un interes particular pentru această religie. Tibetul devine din acest moment un stat expansionist, Songtsen Gampo luând titlul de împărat al noului Imperiu tibetan, constituit prin numeroase cuceriri (Songtsen Gampo invadează chiar și China, declarând asediu capitalei imperiale chineze a vremii (Chang'an, azi Xian), fapt care duce la decizia chinezilor de a încheia o alianță de stat, prin trimiterea prințesei Weng Cheng în Tibet, pentru căsătorie cu împăratul tibetan deja poligam, Songtsen Gampo.
Budismul tibetan se diferențiază foarte mult de celelalte forme ale budismului. Fiind tradițional afiliat Mahayanei prin scopul de a obține condiția de buddha pentru a elibera semenii de suferință, el cuprinde și ritualurile magice și ezoterice ale Vajrayanei. Legendele spun că elementele budiste au pătruns în Tibet în timpul „celui de-al 28-lea rege”, Thothori Nyantsen (sec. al V-lea), care se pare că a fost un conducător local din valea Yarlung. Istoria legendară relevă multe aspecte inedite, miraculoase, în timpul domniei acestei căpetenii (de exemplu, se spune că din cer cădeau volume sacre, lovind acoperișul regelui), dar e posibil ca aceste mituri să aibă și un suport real: venirea misionarilor budiști. O altă legendă, mult mai celebră spune că budismul a fost reintrodus, după apostazia tibetanilor, în secolul al VIII-lea de către legendarul Padmasambhava, considerat a fi patronul spiritual al Tibetului.

#### Budismul în China

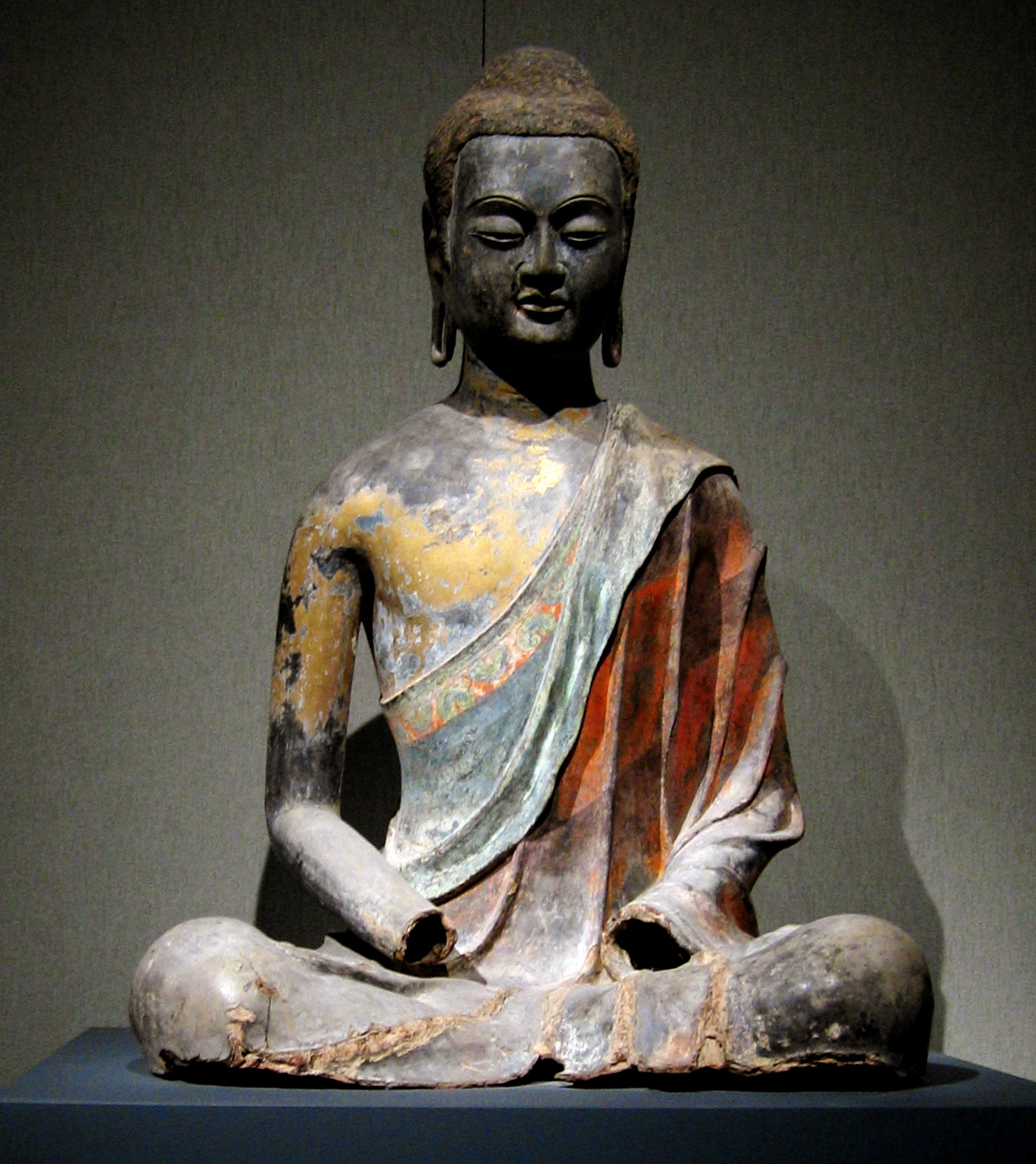
Statuie mahayanistă a lui Buddha din perioada dinastiei chineze Tang, provincia Hebei, cca. 650 d.Hr.

Budismul a pătruns în China la puține secole de la decesul lui Buddha, într-o perioadă când taoismul și confucianismul dominau acest teritoriu asemănător Indiei prin vastitate și diversitate culturală. La început nu a acaparat mulți adepți în China, însă începând cu secolul al II-lea d.Hr. își lărgește comunitatea datorită unor oarecare similarități cu taoismul și a ușurinței cu care învățăturile erau receptate. Astăzi China are cel mai mare număr de adepți ai religiei budiste (deși greu de stabilit, numărul s-a aproximat la cca. 102 milioane ), majoritatea fiind mahayaniști: cei din est sunt "budiști est-asiatici" sau "mahayaniști chinezi", iar cei din centru, din nord și din Tibet sunt "budiști tibetani" sau "mahayaniști tibetani". Instaurarea comunismului în China și Tibet a împiedicat dezvoltarea liberă a acestei religii prin închiderea mănăstirilor și abolirea oricăror forme de ceremonii religioase publice.

#### Budismul în Thailanda

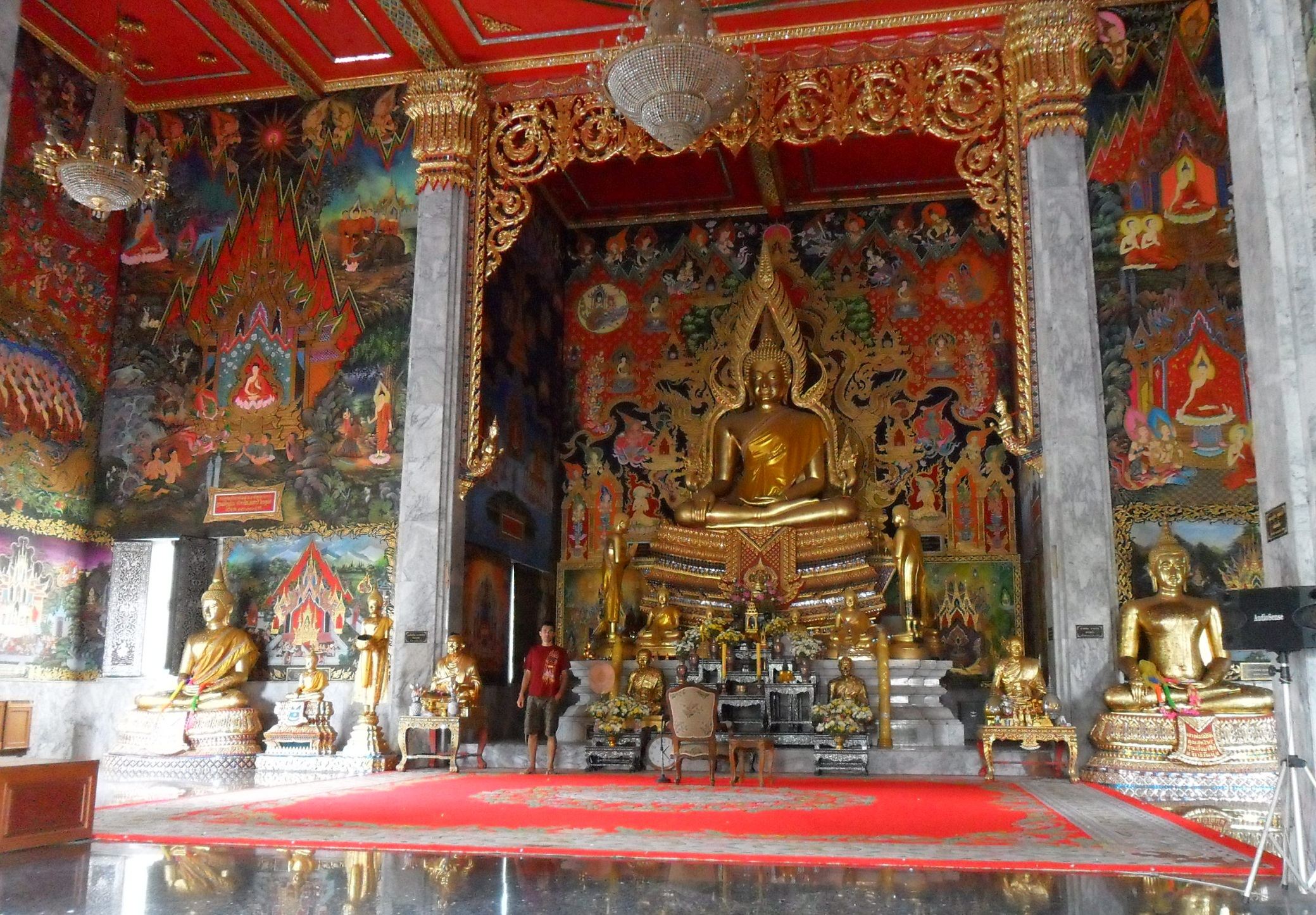
In interiorul unui templu, Thailanda

Cu 95% din populație împărtășind credința budistă, Thailanda este țara în care această religie are cea mai mare densitate demografică. Budismul thailandez este theravadin, dar integrează și elemente regionale folclorice cum ar fi venerarea strămoșilor. Se prezumă fără dovezi concrete că budismul a pătruns pentru prima oară în această zonă în secolul al III-lea î.Hr. mulțumită misionarilor regelui Asoka. Arhitectura religioasă se caracterizează prin stupe înalte poleite cu aur. Ca în majoritatea țărilor theravadine, budismul în Thailanda este reprezentat de autoritatea călugărilor, care până în a doua jumătate a secoului al XX-lea, își începeau vocația la opt ani slujind la un templu ca dek wat ("copil de templu"). Principalul motiv pentru a deveni un dek wat este de a acumula o educație de bază prin citirea, scrierea și memorarea textelor sacre cântate în diferite ritualuri. De aceea templele rurale (wat) au servit ca o structură de bază în instruirea elementară a populației. Astăzi ele cedează teritoriu aparatului educațional condus de guvern deși încă își exercită dominația cu pregnanță în unele zone. 
În decursul istoriei thailandeze educația, considerată elementul cheie al siguranței și dezvoltării naționale, s-a aflat exclusiv în mâinile călugărilor budiști. Mănăstirile budiste (numite wat) au înființat școli pe domeniile lor, iar călugării, pe lângă îndatoririle lor religioase, predau tinerilor localnici cititul, scrisul, aritmetica, precum și alte materii. În prezent există peste 30 000 temple, majoritatea cu propria lor școlă, răspândite pe întreg teritoriul regatului.
În Thailanda modernă școlile sunt de stat, de templu sau private. Școlile private sunt de trei feluri: thailandeze - cu predare exclusiv în limba thailandeză, bilingve - cu predare în limbile thailandeză și engleză și internaționale - cu predare în limba engleză. Majoritatea școlilor private angajează profesori străini pentru a preda limbi străine, cum ar fi engleza, chineza, japoneza și franceza.

#### Budismul în Japonia

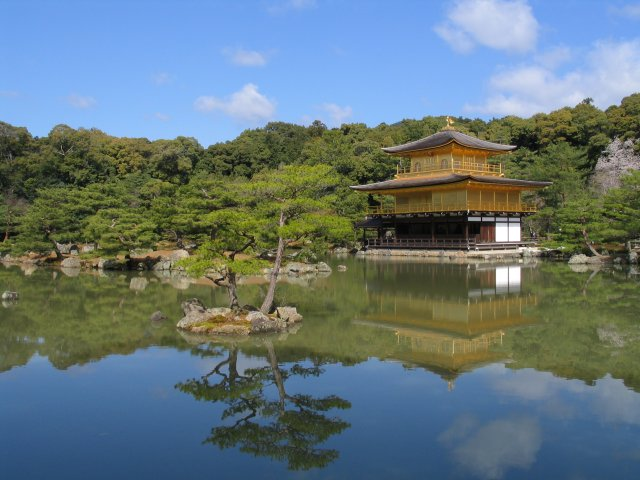
Kinkaku-ji, "templul pavilionului de aur", aflat în Kyoto, Japonia

Budismul Mahayana a fost adus în Japonia din Coreea în secolul al VI-lea d.Hr  ca o consecință a contactelor cu lumea central-asiatică prin Drumul Mătăsii. S-a impus rapid în arhipelag datorită voluminosului canon religios, a corpului doctrinar elaborat, a clerului bine organizat și a tradiției înfloritoare în artă și arhitectură, caracteristici de care credința autohtonă japoneză, șintoismul, ducea lipsă. Superioritatea netă a budismului nu a exclus o simbioză cu religia tradițională, ci dimpotrivă, Buddha a devenit în scurt un zeu șintoist (kami). Budismul japonez a marcat istoria budismului internațional prin diverse școli tradiționale, cele mai importante fiind probabil cele două din perioada Kamakura (1185-1333) și anume școala Pământului Pur, promulgată de Genshin și artriculată de unii călugări ca Hōnen, care insistă asupra salvării prin credința într-un buddha celest numit Amida și constituie cea mai mare sectă budistă din Japonia (și poate chiar din Asia) și Școala Zen, cu un caracter mult mai filozofic, care a fost adoptată de clasele nobiliare japoneze și a avut un impact imens asupra culturii Japoniei. În perioada naționalismului japonez ce a precedat cel de-al doilea război mondial, budismul a fost privit cu ostilitate ca un element exterior ce periclitează valorile tradiționale și s-a încercat, deși fără succes, o dislocare a șintoismului din budism. Astăzi Japonia numără peste 89 de milioane de budiști (aproape 50% din populație), fiind a doua țară din lume după China în ceea ce privește lărgimea comunității budiste.

#### Budismul în Mongolia

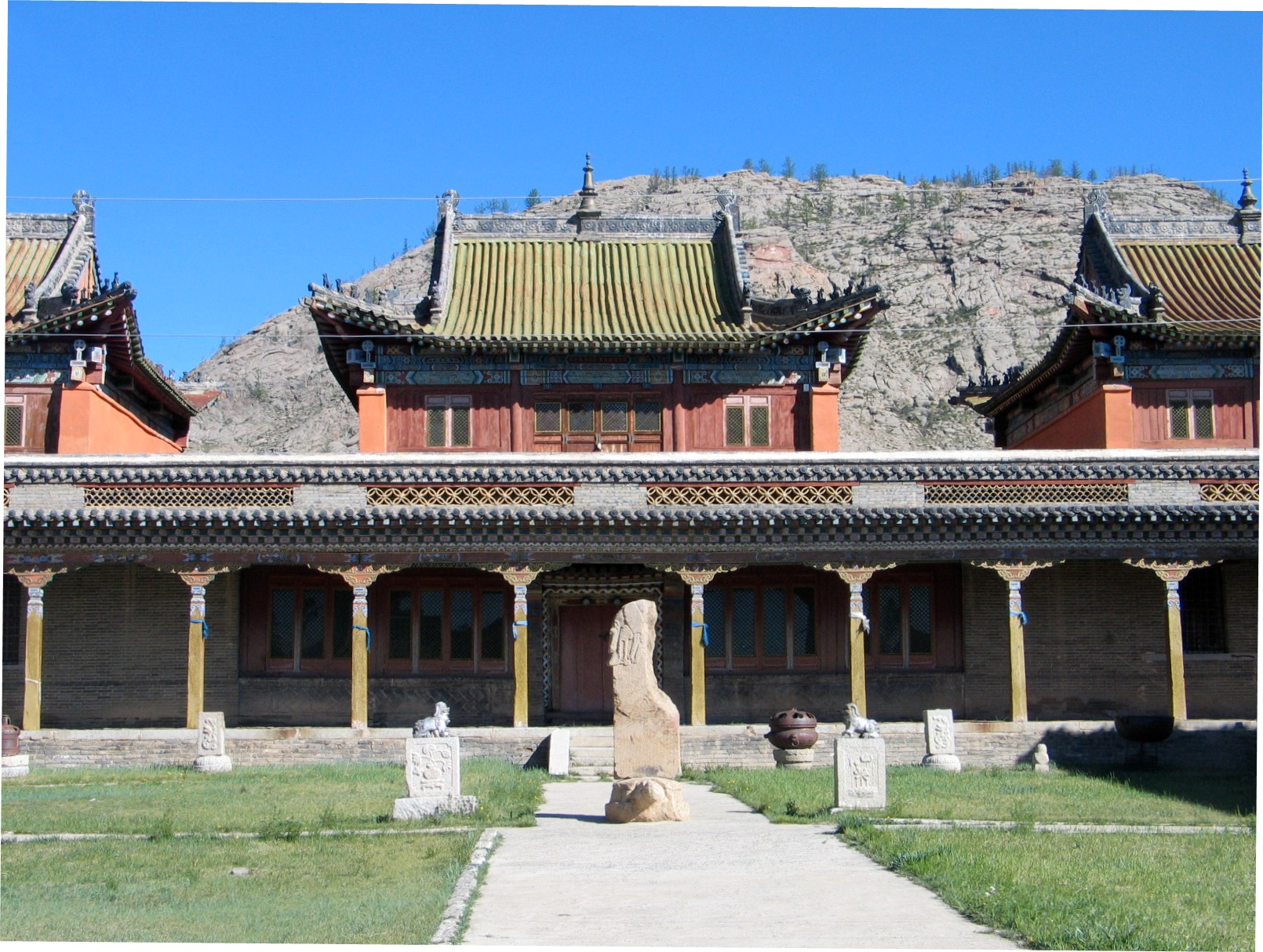
Mănăstire de lama în Tsetserleg, Mongolia

Forma budistă instituită în Mongolia este cea a budismului tibetan. Mongolezii tradiționali venerau cerul și pe strămoși și erau adepții unui șamanism nord-asiatic numit tengriism. În anul 1578, Altan Han, vrând să unească sub conducerea sa neamul mongol, a pactizat cu liderul sectei budiste tibetane Gelug oferindu-i școlii sale protecție în schimbul legitimității religioase. Liderul a primit titlul de Dalai Lama (adică de învățător spiritual suprem; în traducere expresia înseamnă "ocean de înțelepciune"), pe care îl poartă și succesorii săi de astăzi. Altan Han moare puțin timp mai târziu, însă secta budistă Gelug se răspândește în întreaga Mongolie. Budismul mongolez combină Mahayana cu ritualurile tantrice și practicile tibetane tradiționale și este coordonat de lama, lideri spirituali similari unor guru hinduși. În perioada 1924-1990, manifestarea religioasă în această țară a fost stingherită de regimul comunist (de altfel Mongolia a fost prima țară budistă care a trecut la comunism).

#### Budismul în India
După extincția budismului de pe teritoriul indian din secolul al XIII-lea, această religie tinde să se întoarcă la origini abia în 1891, prin inițiativa unui mentor sri-lankez, Anagarika Dharmapala care fondează Maha Bodhi Society. Această societate construiește multe temple și mănăstiri (vihara) în India, inclusiv cea din Sarnath, locul primei predici a lui Buddha și se ocupă cu promovarea budismului în peninsulă. În 1892, Kripasaran Mahasthavir creează o nouă organizație, Bengal Buddhist Association, având aceleași scopuri. O altă mișcare pro-budistă este aceea a indienilor fără castă (dalit sau paria) inițiată în ani 1890 de reprezentanți ai acestei clase, Iyothee Thass, Brahmananda Reddy și Dharmananda Kosambi. În 1956, prin convertirea liderului dalit B. R. Ambedkar la budism, mulți dintre partizanii lui au fost impulsionați să îi imite gestul. Meditația budistă Vipassana acaparează tot mai mulți amatori mai ales în India, dar și în țările occidentale. În prezent, în India sunt 12-17 milioane de budiști.

## Simbolurile budiste

Roata dharmei (Dharmachakra), unul din cele mai importante simboluri budiste. Cele opt spițe înfățișează calea cu opt brațe, iar cele trei fragmente întrepătrunse din centru reprezintă Buddha, Dharma (învățătura) și Sangha (comunitatea).

Multe din simbolurile budiste trebuie să fie raportate la cultura și populația de la care provin. De aceea câteva simboluri sunt legate de India antică și pot fi găsite de asemenea în religia hindusă, deși cu un sens cu totul diferit. Se spune că Buddha refuza să facă din imaginea sa un obiect de cult, deoarece aceasta ar fi dus la o apoteoză inutilă a sa, fără legătură cu învățăturile răspândite, alterând sensul lor. El considera caducă venerarea zeităților și a idolilor. De aceea, pentru a-l simboliza pe Buddha în arta timpurie s-au utilizat diferite motive religioase cum ar fi: roata cu opt spițe, copacul bodhi, urma de picior a lui Buddha, tronul gol, bolul de cerșit și leul. Cu toate acestea, mai târziu, mai ales datorită artei gandhara de origine elensitică, Buddha va fi transpus în imagine antropomorfă, iar statuile sale reprezentându-l în diferite ipostaze (mai ales cea a meditației) vor fi venerate de credincioșii budiști. Să analizăm însă primele simboluri. Dharmachakra sau roata cu opt spițe se traduce prin "roata adevărului și a legii" (dharma = adevăr/lege, chakra = roată) și simbolizează cele opt cărări ale drumului ce duce spre iluminare. Copacul Bodhi este copacul sub care Buddha a căpătat iluminarea, iar venerarea lui și a frunzei sale era una firească, întrucât cultura indiană avea deja în acea perioadă un cult al arborilor. Tronul este o referire atât la obârșia regală a lui Siddharta Gautama, dar și a ideii de regalitate spirituală. Câteodată baza tronului este decorată cu lei și căprioare, amândouă animalele fiind asociate dharmei budiste. Leul este unul din cele mai potente simboluri budiste. Tradițional asociat cu regalitatea, puterea și forța, acest animal nu dezvăluie doar originea lui Buddha, ci și calitatea învățăturilor sale numite chiar uneori "Răgetul Leului". Urma de picior semnifică prezența fizică a Iluminatului. Povestea spune că înainte de a muri, Buddha a lăsat o urmă de picior lângă Kusinara, ca amintire a vieții lui carnale pe pământ. Bolul de cerșit amintește de o istorisire ce a avut loc la scurt timp înainte de iluminarea lui Gautama, când o femeie numită Sujata i-a oferit acestuia un bol cu lapte și orez. În acea vreme Buddha practica austeritatea și mânca extrem de puțin, dar în momentul primirii bolului și-a dat seama că îi trebuie energie pentru a obține revelația ultimă. După bodhi, Gautama a aruncat ce mai rămăsese în bol, pentru a simboliza renunțarea la posesiile materiale. Astfel el găsește calea de mijloc între austeritatea extremă și atașamentul față de viață, iar bolul semnifică tocmai această filozofie precum și modul de viață al călugărilor budiști. Un simbol care a apărut mai târziu este cel al ochilor lui Buddha des aplicați mai ales pe stupele din Nepal. Ei sunt îndreptați în toate cele patru direcții sugerând omnisciența lui Buddha. Cele trei refugii ale budiștilor (Buddha, Dharma și Sangha) și-au găsit reprezentarea prin trei bijuterii sau printr-o bijuterie întreită.
Dăruirea
A face daruri este o practică comună în lumea budistă. Fiecare cadou făcut are o semnificație aparte: de exemplu oferind lumină cuiva îi îndepărtezi întunericul ignoranței și oferindu-i tămâie îi ameliorezi comportamentul etic. Conform budismului, a oferi este o metodă bună împotriva lăcomiei și a atașării de ceva. În Tibet dăruirea se rezumă în principal la opt cadouri care au un anumit simbolism:
- Oferind un bol cu apă pentru curățarea feței și gurii conferi noroc. Acest bol reprezintă focalizarea tuturor condițiilor și cauzelor pozitive care vor genera efecte de aceeași natură.
- Oferind un bol cu apă pentru picioare transmiți purificare. Spălarea picioarelor reprezintă curățarea de karma negativă.
- Oferind flori simbolizezi generozitatea și deschiderea inimilor.
- Oferind tămâie întrupezi principiile morale și disciplina.
- Oferind lumină amintești de stabilitate, claritate, răbdare și îndepărtezi ignoranța.
- Oferind parfum transmiți perseverență și efort voluntar.
- Oferind mâncare dăruiești samadhi, un fel de nectar ce hrănește mintea.
- Oferind instrumente muzicale conferi înțelepciune. În budism, sunetul reprezintă înțelepciune deoarece înțelepciunea este o facultate superioară a minții care o penetrează așa cum sunetul străpunge lumea fenomenală.

Un alt tip de cadouri ce se poate oferi este cel al celor cinci calități ale bucuriei. Acestea simbolizează cele cinci simțuri umane (oglida - vizualul, lăuta - auditivul, tămâia - olfactivul, fructul - gustul, mătasea - tactilul), însă bucuria de a face contact cu ele nu este una contaminată, degradată, ci una pură și înălțătoare.
Cele opt simboluri de bun augur
Cele opt simbouri de bun augur (sanscrită: Ashtamangala) sunt un set de simboluri foarte populare în Tibet, care se întâlnesc deseori în arta tradițională și religioasă a acestei țări. Acestea sunt:
- Umbrela sau parasolul - simbolizează regalitatea și bogăția, dar și protecția față de elementele vătămătoare ca boala, obstacolele, urgiile naturii, etc.
- Cei doi pești de aur - la început erau simbolurile râurilor Gange și Yamuna, dar pot repreyenta norocul pentru hinduși, jainiști și budiști. În cadrul budismului, ei dezvăluie că ființele care practică dharma nu trebuie să se teamă că se vor scufunda în oceanul suferinței, ci că pot să migreze liber (să-și aleagă renașterea) ca peștii în apă.
- Vasul cu comori - este simbolul bogățiilor inombrabile care pot fi găsite în învățăturile budiste. De asemenea semnifică viață lungă, bogăție și prosperitate.
- Floarea de lotus - este completa purificare a trupului , vorbirii și minții și înflorirea faptelor curate în procesul eliberării. Lotusul redă condiția umană: el crește din noroi (samsara), ajunge la suprafața apei (purificare) și produce o floare minunată (iluminare)
- Scoica - folosită și drept corn de suflat, semnifică adâncul, departe-mergătoarul și melodiosul ecou al dharmei.
- Nodul infinit - este o diagramă geometrică care simbolizează natura realității unde totul se află în raport cu totul, creând o rețea de karma. Neavând nici început nici sfârșit, nodul redă și înțelepciunea infinită a lui Buddha și unitatea compasiunii și a înțelepciunii. Altă semnificație este caracterul iluzoriu al timpului.
- Stindardul victoriei - sugerează triumful învățăturii budiste asupra morții, ignoranței și dizarmoniei
- Roata Dharmei sau Dharmachakra ale cărei semnificații au fost precizate mai sus.

Un simbol mult mai recent este steagul internațional al budismului. Redactat în 1880 de Henry Steele Olcott, un jurnalist american, a fost ridicat pentru prima dată în Sri Lanka în anul 1885 și a devenit un simbol al păcii și al credinței. Steagul conține cinci culori simbolice: albastru (pace, bunătate și compasiune universală), galben (calea de mijloc, moderație, vacuitate), roșu (virtute, strădanie, demnitate, exercițiu), alb (puritate și eliberare) și portocaliu (învățături budiste, înțelepciune).
Câteva simboluri budiste:

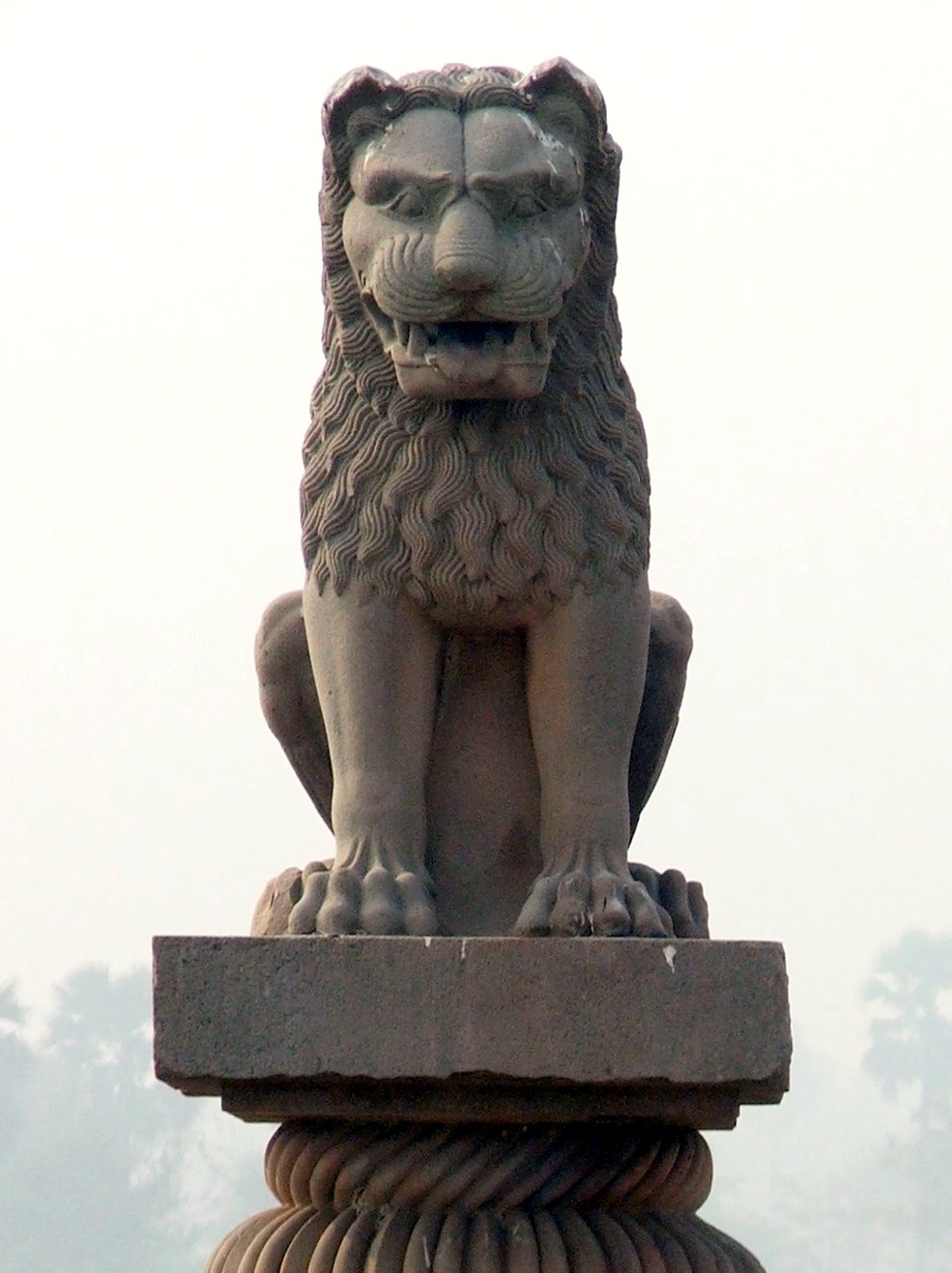
Leul ca simbol budist (statuie din vremea regelui Aşoka)
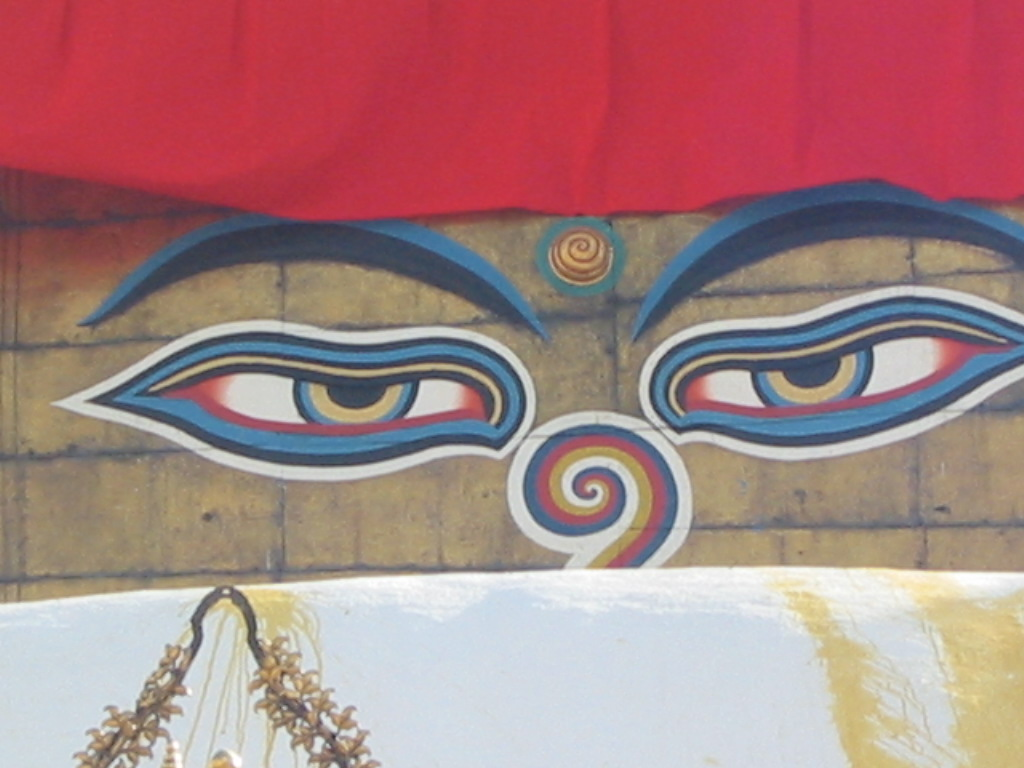
Ochii lui Buddha
Bijuteria întreită
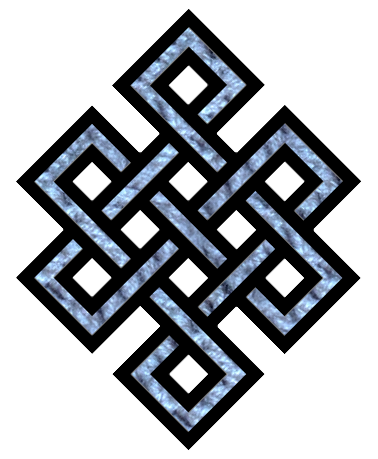
Nodul infinit